# Kairouan
Kairouan oder Qairawan, seltener Kairuan, auch (al-)Qairawān (arabisch القيروان, DMG al-Qairawān), ist eine Stadt in Tunesien mit etwa 120.000 Einwohnern. Sie liegt 150 km südwestlich von Tunis, 50 km westlich von Sousse und ist der Sitz des gleichnamigen Gouvernements Kairouan.
Bis zum 11. Jahrhundert war die Stadt ein wichtiges Zentrum der islamischen Gelehrsamkeit im arabischen Nordafrika (Ifrīqiya).
Mit der Altstadt und ihren gemäß orientalischer Tradition nach Zünften geordneten Märkten, mit ihren Moscheen und anderen Sakralbauten steht Kairouan seit 1988 auf der UNESCO-Liste des Weltkulturerbes. Gemäß Beschluss der Islamischen Organisation für Bildung, Wissenschaft und Kultur (ISESCO), einer Unterorganisation der Islamischen Weltliga, war Kairouan „Hauptstadt der islamischen Kultur 2009“.

## Stadtgeschichte
Die Stadt ist nach mehreren Feldzügen muslimischer Araber unter ʿUqba ibn Nāfiʿ und seinen Nachfolgern in der Region zwischen 666 und 670 zunächst als Heerlager mit der Eingrenzung des Moscheebereiches und der Festlegung der Gebetsrichtung gegründet und in der Folgezeit ausgebaut worden. Die frühesten Berichte über die muslimische Eroberung dieser Gebiete in Ifrīqiyā gehen auf Informationen des ägyptischen Historikers Ibn ʿAbd al-Hakam (gestorben 871 – GAS, Bd. I. S. 255–256) zurück. Es wird angenommen, dass die Gründung durch die unmittelbare Nähe des seit dem 9. Jahrhundert schriftlich dokumentierten Brunnens Umm ʿIyāḍ, nur 15 m östlich der Hauptmoschee, im heutigen Volksmund „biʾr takfa“ genannt, begünstigt war. Weitere Originalquellen sind die Arbeiten nordafrikanischer Lokalhistoriker und die geographische Literatur vor allem andalusischen Ursprungs. Bereits gegen 654–655 haben muslimische Truppen einige Gebiete unter Muʿāwiya b. Ḥudaiǧ erobert, der in der Hügellandschaft bei al-Qarn, südlich vom später gegründeten Kairouan, seine Lagerstätte errichtete (wa-ittakhaḏa qairawānan ʿinda l-Qarn). Gemäß Abū Bakr al-Mālikī (gest. gegen 1061 – GAS Bd. I. S. 360), eine der wichtigsten Quellen zur Lokalgeschichte Kairouans, baute Muʿāwiya b. Ḥudaiǧ in 670 „in der Gegend von al-Qarn Wohnsiedlungen (masākin) und nannte sie qayrawān. al-Qairawān als Ort war (damals) nicht bewohnt und nicht besiedelt.“ Das Auftreten von ʿUqba b. Nāfiʿ datiert er auf das 676.
Da die byzantinische Flotte um jene Zeit das Mittelmeer beherrschte, entstanden die ersten Stützpunkte im sicheren Landesinneren.
Durch die Wahl des geographischen Ortes erhielt bereits die erste Siedlung ihre strategische Bedeutung. Islamischen Berichten zufolge sollte ihre Entfernung zur Küste allerdings nicht mehr als eine Tagesreise betragen, die die Kürzung des täglichen Gebets (taqṣīr/qaṣr aṣ-ṣalāt) als „Gebet des Reisenden“ ritualrechtlich nicht erforderlich machte. Die Bewohner der Stadt waren somit, so die Ansicht Qairawāner Historiker, „murābiṭūn“, d. h. Kämpfer, in der Garnisonenstadt, im Ribāt, hinter der Demarkationslinie zu Byzanz. In diesem Sinne lässt man ʿUqba b. Nāfīʿ selbst sprechen: „Die Bewohner der Stadt sind Kämpfer (murābiṭūn)“. Erwähnenswert sind die Einwände von an-Nādschī (gest. 1433 – GAL, Suppl. II. S. 337) in seinem Kommentar zu ad-Dabbāgh (gest. 1296 – GAL, Suppl.I.S.812; H.R. Idris (1977), S. 244–249) an derselben Stelle, die er wie folgt begründet: „Ihre Ansicht belegt, dass Ribāṭ durch den Wohnsitz der Bürger entsteht. Die Bestimmungen der Rechtsgelehrten besagen aber: im Ribāṭ befindet sich nur derjenige, der seine Familie zurückläßt und in der Küstenregion wohnt. Derjenige aber, der in der Region seine neue Heimat findet (istawṭanahā), hat nicht den Vorzug des Ribāts. Daher beachte dies.“
Die gesamte damals offenbar verlassene byzantinische Region nennen arabische Geographen Qammūda / Qammūnīya, deren Ausbreitung sie zwischen Qasṭīliyya (Tozeur im Südwesten) und dem antiken Hadrumetum (Sousse) im Osten definieren. Die Übernahme bereits vorhandener Siedlungen, in welcher Form auch immer, kann in der Entstehungsgeschichte Kairouans nicht dokumentiert werden.
Bedeutung und Ursprung des Namens „Qairawān“ sind indes ungeklärt. Es wird angenommen, dass der Name die arabisierte Form des persischen Wortes „kārwān“ im Sinne von „Karawane“ ist, oder den Rastplatz der Karawanen bedeuten könnte. Schon dem vorislamischen Dichter Imruʾu-ʾl-Qais (gest. vor 550 n. Chr. GAS, Bd. II. 122–126) wird eine Verszeile zugeschrieben, in dem „qairawān“ im Sinne von „Gruppe von Menschen“ vorkommt: Der arabische Philologe Abū ʿUbaid, al-Qāsim b. Sallām al-Harawī (gest. 838) erklärt diese Verszeile und eine Aussage des Koranexegeten Muǧāhid b. Ǧabr (gest.722) im selben Sinne.
Der Lokalhistoriker Abū Zaid ad-Dabbāgh, dessen Werk mit den Ergänzungen von Ibn Nādschī ebenfalls zu den wichtigsten Quellen zur Stadtgeschichte zählt, erörtert diesen Begriff wie folgt:
„In der Sprache der Araber war man über die Bedeutung des Wortes ‚al-Qairawān‘ unterschiedlicher Ansicht. Man sagte, es bezeichnete einen Versammlungsort sowohl von Menschen als auch des Heeres. Man sagte auch, es sei das Lager für die Ausrüstung des Heeres oder gar das Heer an sich. Die Bedeutungen sind vergleichbar.“
Indes wird auch der mögliche berberische Ursprung, wie in einigen Ortsnamen in der Nähe Qairawāns, in vergleichbaren Lautformen angenommen, der jedoch in der Forschung als nicht stichhaltig abgelehnt wird.

### Qairawan als islamische Stadt: Die religiöse Retrospektive
Sowohl in den Einleitungen zu den Gelehrtenbiographien Kairouans als auch in Reiseberichten andalusischen Ursprungs steht der islamisch geprägte Charakter der Stadt seit ihrer Gründung im Vordergrund. Der bereits genannte Lokalhistoriker al-Dabbāgh hebt lobend hervor, dass Kairouan „…vom ersten Tag an auf der Gottesfurcht gegründet war“. Seine Diktion ist ein direkter Bezug auf Vers 108 der Sure 9: „Eine Kultstätte, die vom ersten Tag an auf der Gottesfurcht gegründet war…“. Die Koranexegese interpretiert diesen Vers in seinem ursprünglichen historischen Zusammenhang als Hinweis auf die Prophetenmoschee in Medina, in einigen Varianten auf die Qubāʾ-Moschee, die erste Moschee im Islam bei Medina. Kairouan ist, fährt der Lokalhistoriker fort, auch das Haus / die Heimat der Auswanderung im Westen (dār hiǧrati l-Maghrib). Dies wiederum ist ein offensichtlicher Hinweis auf die Prophetenstadt Medina, die schon im späten zweiten, frühen dritten muslimischen Jahrhundert als Haus/Heimat der Auswanderung (des Propheten) von Mekka nach Medina und folglich als Ort der Pflege der Sunna (dār al-hiǧra wa-s-sunna), z. B. in einer Beschreibung im Ṣaḥīḥ von Sahīh al-Buchārī (K. al-Iʿtiṣām, Kap. 16), bezeichnet wird.
Der für seine Frömmigkeit bekannte Ibn Marzūq al-Ṣumailī aus Kairouan, der sich im 13. Jahrhundert über elf Jahre in Medina und Mekka, wo er verstarb, aufhielt, hebt einen weiteren religiös geprägten Bezug der Stadt zu der islamischen Frühgeschichte hervor. In einem Brief an seine Landsleute in der Heimat schrieb er: „ich habe in den alten Überlieferungen und historischen Berichten lange gesucht bis ich (den Beleg) gefunden habe, dass Kairouan die vierte Stadt nach den dreien ist: nach Medina, Mekka und Jerusalem“.
Diese Feststellung von al-Ṣumailī hat ihre Wurzeln in bekannten islamischen Traditionen, die neben Mekka und Medina auch Jerusalem (Bait al-Maqdis), als Ort der Himmelfahrt Mohammeds, lobpreisen. Der Besuch dieser drei Städte ist in zahlreichen auf Mohammed zurückgeführten Aussagen in der frühen Ḥadīthliteratur als Reiseziele empfohlen worden, in denen das Gebet als besonders wertvoll gilt. Als vierte Stadt fügt man in einigen Varianten dieser Traditionen im islamischen Osten die Stadt Kufa hinzu, die in politisch-religiöser Hinsicht schon in der frühislamischen Geschichte eine besondere Bedeutung hatte.
In der Lokalgeschichte Nordafrikas reiht sich Kairouan in der Rückkoppelung auf die alte Ḥadīthliteratur als die vierte Stadt ein, die als „Stützpunkt des Islams und der Muslime im Maghreb“ gilt. Die Stadt, heißt es, „ist die feste Grundlage der Religion und des Glaubens. Sie ist die vom Schmutz der Ungläubigen und Götzenanbeter gereinigte Erde, auf der die erste Gebetsrichtung in den Ländern des Maghreb festgelegt wurde“.

### Aghlabiden – Fatimiden – Ziriden
Zur Zeit der arabischen Eroberungszüge war die Siedlung zunächst Militärlager und der Hauptsitz der Statthalter von Ifrīqiyā. Im späten 8. Jahrhundert war sie mit nahe liegenden Neugründungen die Residenz der Aghlabiden (800–909) und entwickelte sich rasch zum Zentrum der arabischen Kultur, vor allem der Rechtswissenschaften in Nordafrika. Die Stadt war das Ziel zahlreicher Reisenden, die aus dem islamischen Westen und vor allem aus Andalusien auf ihrem Weg in den Osten als Pilger nach Mekka und Medina in Kairouan verweilten.
Die aus den umliegenden Bergen abgeführten Kanäle mit zahlreichen Zisternen in der Stadt und unter dem Hof der Hauptmoschee sicherten die Wasserversorgung. Im Jahr 909 übernahmen die Fatimiden (909–973), ismailitische Schiiten, unter der Führung von Abū ʿAbdallāh asch-Schīʿī die Macht. Die religiös-ethnischen Spannungen mit der streng sunnitischen Bevölkerung der Stadt zwangen sie allerdings, ihre Machtposition in der von ihnen gegründeten Hauptstadt al-Mahdiya an der östlichen Meeresküste auszubauen. Gegen 973 verlagerten sie das Zentrum ihres Kalifats nach Kairo (al-Qāhira).
In diese Zeit fällt die Besetzung Kairouans durch den Ibaditen Abū Yazid, der zwischen 944–946 mit Unterstützung der sunnitischen Bevölkerung der Stadt kurzfristig die Hegemonie der Fatimiden kurz unterbrechen konnte. Nach dem endgültigen Abzug der Fatimiden übernahm die fatimidische Vasallendynastie der Ziriden (972–1152) die Macht über Ifrīqiyā. Unter ihrem bekanntesten Herrscher al-Muʿizz ibn Bādīs az-Zīrī (1016–1062), der sich nach dem Abzug der Fatimiden um die Gunst der sunnitischen Bevölkerung bemühte, erlebte die Stadt ihre letzte Blüte. Die unter den Fatimiden begonnene Gründung der Palaststadt Ṣabra/Manṣūriya südwestlich von Kairouan ist unter den Ziriden vollendet worden.
Al-Muʿizz distanzierte sich von den Fatimiden und huldigte nicht nur den abbasidischen Herrschern in Bagdad, sondern erklärte durch die Ernennung der entsprechenden Richter die Mālikiten von Kairouan als Vertreter der einzig geltenden sunnitischen Rechtsschule des Landes. Um seiner politischen Gesinnung Nachdruck zu verleihen, stiftete er im Jahr 1033 zugunsten der Hauptmoschee ein Exemplar des wichtigsten Werkes der Malikiten: die Mudawwana des Kairouaner Gelehrten Sahnūn ibn Saʿīd. Seine politische Position gegenüber den Fatimiden unterstrich er nachdrücklich mit seinem Stiftungsvermerk auf einem prachtvollen Koranexemplar auf Pergament, in dem er die Fatimiden als die Feinde Gottes verfluchte:
„Der ergebene Diener Gottes, der Seine Religion stärkt, sagt: ich bezeuge, dass es keinen Gott gibt außer dem einzigen Gott, dass Mohammed, Gott segne ihn, der Gesandte Gottes ist und dass der vorzüglichste Mensch nach dem Gesandten Gottes Abū Bakr ist, dann ʿUmar, dann ʿUthmān und dann ʿAlī – möge Gott an ihnen Wohlgefallen haben. Herr! Ich verfluche die Banū ʿUbaid, Deine Feinde und Feinde Deines Propheten. Möge Gott unseren Haß auf sie uns nur zum Nutzen wenden. Ich habe diesen Koran der Großmoschee von al-Qairawān zu Ehren des gütigen und erhabenen Gottes gestiftet.“
Anfang März 1049, anlässlich des Fastenbrechens (ʿīd al-fiṭr), ordnete al-Muʿizz die Verfluchung der B. ʿUbaid, d. h. der Fatimiden, in den Predigten sowohl in Ṣabra, dem Sitz des Herrschers, als auch auf dem Minbar der Hauptmoschee nach jedem Freitagsgebet an. Diese Anordnung setzte dann der Qādī in Reimprosa gewissenhaft um und rezitierte dabei Sure 109 (al-Kāfirūn) allerdings mit der Weglassung des letzten Verses: „Ihr habt eure Religion, und ich die meine“, um dadurch, gemäß einem Kurzkommentar von ad-Dabbāgh, der ursprünglichen Intention – die Verfluchung der Fatimiden – Nachdruck zu verleihen. Die Reaktion der Fatimiden in Kairo ließ nicht lange auf sich warten. Im Auftrag der Fatimiden, im Jahr 1054, überfielen die Beduinenstämme der Banū Hilāl und Banū Sulaim in einer Strafexpedition gegen die abtrünnigen Ziriden die Stadt und zerstörten sie nahezu vollständig. 1057 floh al-Muʿizz nach al-Mahdiya und gab Kairouan und seine Umgebung der Plünderung frei. Die bis dahin rege Gelehrtentätigkeit kam allmählich zum Erliegen. Auch die Besucher, vor allem aus dem islamischen Westen, die auf ihren Studienreisen in der Stadt verweilten, blieben aus. Viele Kairouaner wanderten nach Andalusien aus. Waren sie gelehrte Männer in den islamischen Wissenschaftsdisziplinen, fanden sie in die andalusischen Gelehrtenbiographien Eingang, in denen sie in einem eigens dafür geschaffenen „Kapitel der Fremden“ (al-ghurabāʾ) biographisch Erwähnung fanden; die meisten von ihnen ließen sich in Almería nieder. Durch den Aufstieg der Küstenstädte, vor allem Tunis, unter den Hafsiden, verlor die Stadt immer mehr an Bedeutung. Die Reiserouten aus dem islamischen Westen und Andalusien in den Orient führten nicht mehr durch Kairouan, sondern an der Meeresküste nach Alexandria.
Der Chronist ad-Dabbāgh fasst die soziale Situation nach dem verheerenden Überfall eindrucksvoll zusammen: „nach fünfhundert Jahren (gemeint ist die islamische Zeitrechnung von Anfang an) ist diese Generation erloschen. Wegen der Einnahme, Zerstörung (der Stadt) und Vertreibung der Bewohner von Ifrīqiyā in alle Länder der Muslime durch die Unheil anrichtenden Beduinen ist niemand mehr in Kairouan geblieben, der Interesse an der Geschichte hätte. Die Rechtsgrundsätze sind außer Kraft gesetzt worden, da kein Herrscher mehr sie beschützt hatte bis Gott seine Gnade durch das Auftreten der Dynastie der Almohaden den Menschen erwies“ – gemeint ist die Dynastiegründung durch Abd al-Mu'min (regiert zwischen 1130 und 1163).

## Das Erdbeben im Oktober 859 in Kairouan
Die neusten archäoseismologischen Untersuchungen in der Region um Kairouan bestätigen die Richtigkeit der Mitteilungen arabischer Chronisten über das Erdbeben in Zentraltunesien, das auf Oktober 859, also auf die Regierungszeit des Aghlabidenemirs Ahmad ibn Muhammad I., Abu Ibrahim (regiert zwischen 856–863) datiert wird.
at-Tabarī berichtet in seiner annalistischen Beschreibung der Regierungszeit des Abbasiden al-Mutawakkil (847–861), dass im Radschab 245/Oktober 859 „ein Erdbeben in den Ländern des Maghreb (bilād al-maghrib) Festungen, Siedlungen und Bewässerungskanäle (qanāṭir) zerstörte.“ Ibn al-Dschauzī, (Bd. 11, S. 270) referiert auch die Nachricht von Muḥammad b. Ḥabīb al-Hāschimī, der sich auf ein Schreiben maghrebinischer Kaufleute berufend berichtet, dass bei einer Flutwelle im Jahre 240/854 dreizehn Dörfer bei Kairouan untergegangen sind (khasafa bi-hā). Ibn Ḥabīb, der in Dhū l-Hiddscha 245/März 860 in Samarra (GAL, 1/105) starb, erwähnt nur diese Überflutung und nicht das Erdbeben, das fünf Monate vor seinem Tod stattgefunden hat.
Es ist nachgewiesen, dass ein ursprünglich byzantinischer Aquädukt, bei Scharīschīra (Cherichira) bei der Kleinstadt Haffouz, rund 25 km westlich von Kairouan, bis zum untersuchten Erdbeben in 859 als Wasserzufuhr vom Jebel Oueslet (Dschabal Waslāt) nach Kairouan funktioniert hatte (Bahrouni, S. 3–4). Nach der Beschädigung des Aquäduktes und dem Einsturz der 25 m hohen byzantinischen Brücke über dem Fluss Scharīschīra erfolgte nach dem Erdbeben unter den Aghlabiden eine umfassende Renovierung der Anlage mit neuen Baumaterialien (Bahrouni, S. 8–9). Mit Hilfe der Beschleuniger-Massenspektrometrie (AMS) sind die aus der Aquäduktwand entnommenen Mörtelproben zwecks Altersbestimmung analysiert worden. Das sekundäre Material konnte dadurch dem frühen 9. Jahrhundert und somit den Erneuerungsarbeiten in der fraglichen Zeit unter den Aghlabiden zugeordnet werden (Bahrouni, S. 9.).
Die von Nordost nach Südwest nördlich von Kairouan verlaufenden rund 40 km langen Verwerfungen werden im Zusammenhang mit dem Erdbeben von 859 paläoseismologisch noch untersucht.

### Bautätigkeiten nach dem Erdbeben
Der gegenwärtig älteste Bericht Kairouaner Ursprungs dokumentiert die Bautätigkeiten des Emirs Abū Ibrāhīm Aḥmad b. Muḥammad. b. al-Aghlab, die nach dem Erdbeben datierbar sind. An-Nādschī hat ihn in das Werk von ad-Dabbāgh eingefügt. Der Berichterstatter ist ein gewisser Abū Bakr al-Tuǧībī, der um 1009–1010 noch aktiv gewesen sein muss, da sein Lehrer al-Ḥaḏḏāʾ, in jenem Jahr gestorben ist. Diesem Bericht von at-Tuǧībī zufolge zeigte der Emir nach seiner ungezügelten Lebensführung, begleitet von ausschweifenden Festen und Trinkgelagen, unerwartet Reue und tat Buße. Sowohl bei den sunnitischen als auch bei den schiitischen Gelehrten der Stadt suchte er nach Beistand. Er ordnete schließlich an, mit 300 Tausend Dīnār Baumaßnahmen zu treffen: Zisternenbau am Tunis-Tor, Ausbau der Hauptmoschee samt Erweiterung mit der Kuppel zum Innenhof hin, Ausbau des Miḥrābs mit Marmor und Fliesen, „ausgeführt durch einen Mann aus Bagdad“. Auch das Teakholz (ḫašab as-sāǧ: Lane, 1459), das zum Bau des Minbars verwendet wurde, war Importware aus Bagdad. Zum letzteren bemerkt an-Nādschī anschließend: „der Holzwurm befällt das Teakholz nicht. Bis heute ist der Minbar frei von Holzwürmern.“ Zum Schluss schreibt er: „diese Taten des Abū Ibrāhīm waren zu Ehren des allmächtigen Gottes. So wird Gott seine Reue erhören, denn alles was er tat, ist bis heute erhalten.“
Vergleichbare Berichte bestätigen die obigen Angaben. Der marokkanische Chronist Ibn ʿIdhārī (gest. Ende des 13. Jahrhunderts GAL, Suppl.I.S. 577) berichtet chronologisch zusammenfassend ebenfalls über umfassende Bautätigkeiten unter Abū Ibrāhīm im fraglichen Zeitraum, die mit den Folgen des Erdbebens zusammenhängen dürften: Im Jahre 859 stellte der Emir große Beträge für den Bau der Zisternen, Moscheen und Bewässerungskanäle zur Verfügung. Im darauf folgenden Jahr ist die große, kreisförmige Zisterne (mādschil) unweit vom Tūnis-Tor ausgehoben und in 862 fertiggestellt worden. Eine dieser Zisternen schreibt der Lokalhistoriker an-Nādschī allerdings dem Emir Ibrāhīm II. (875–902) zu. Beide Zisternen dienten über die Aghlabidenzeit hinaus zur Wasserversorgung der Stadt und deren immer stärker bevölkerten Umgebung. Im kleineren Becken mit einem Durchmesser von rund 37 Metern wird das aus den Bergen durch die renovierten Kanäle geführte Wasser gereinigt und anschließend in das große Becken mit einem Umfang von rund 405 Metern geleitet. Durch gewaltige Strebepfeiler wird der Wasserdruck an die Wände beider Becken aufgefangen.
Abu Abdullah al-Bakri (1014–1094) erwähnt sogar fünfzehn Zisternen und Bewässerungskanäle außerhalb der Stadtmauer; die größte davon ist „die Zisterne von Abū Ibrāhīm Aḥmad b. Muḥammad b. al-Aghlab am Tunis-Tor. Sie ist rund und unendlich groß. In ihrer Mitte steht ein wertvoller Turm, mit einer offenen Beobachtungsraum mit vier Türen.“
Im selben Jahr war die von Abū Ibrāhīm angeordnete zweite Erweiterung der Hauptmoschee abgeschlossen. Die Zusammensetzung der Trägersäulen aus zwei Spolienteilen ohne Sockelaufbau, ferner die ungleichen Höhen der eingesetzten Säulenkapitelle unterschiedlichen Ursprungs sprechen für Erneuerungs- bzw. Ausbesserungsarbeiten nach dem Erdbeben
Auch die im Jahre 861 durch eine große Flut zerstörte Brücke am Abū r-Rabīʿ-Tor im Südosten, am Wadi-al-Qayrawān, ein Werk von Ziyādatullāh, ist nach Ibn ʿIdhārī ein Jahr später ausgebessert worden.
Es ist anzumerken, dass weder die heute zur Verfügung stehenden Originalquellen der Lokalhistoriker Kairouans noch die andalusischen Geographen über die Naturkatastrophe von 859 berichten. Die letzten archäoseismologischen Analysen (März 2020) sind indes Anlass, die Bautätigkeiten im behandelten Zeitraum unter den Aghlabiden auch unter diesem neuen Aspekt zu betrachten und baugeschichtlich neu zu werten.

## Historische Bauwerke
Die Hauptmoschee von Kairouan (auch: Die große Moschee von Kairouan, arabisch جامع عقبة بن نافع, DMG Ǧāmiʿ ʿUqba b. Nāfiʿ ‚ʿUqba-ibn-Nāfiʿ-Freitagsmoschee‘ oder الجامع الكبير / al-Ǧāmiʿ al-kabīr / ‚die große Freitagsmoschee‘, im Volksmund kurz „Sīdī ʿOqba“) ist das Wahrzeichen der Stadt Kairouan und wurde islamischen Überlieferungen zufolge vom Eroberer Nordafrikas ʿUqba ibn Nāfiʿ bereits gegen 670 auf dem Lagerplatz des muslimischen Heeres als Gebetsstätte gewählt.
Nach Paul Sebag sind die Ausmaße der asymmetrisch ausgelegten Moschee im Süden 173 Fuß und 8 Zoll, an der Westseite 219 Fuß und 10 Zoll, an der Nordseite 164 Fuß und 10 Zoll, an der Ostseite 220 Fuß und 1 Zoll.[38] Die neusten Einmessungen ergaben: im Osten 127,50 m, im Westen 125,20 m, im Süden 78 m, im Norden 72,70 m. Insgesamt umfasst die Anlage rund 9000 m². Sie gehört architektonisch zum Typ der Hofmoschee und gilt in der Moscheearchitektur als frühestes Beispiel des T-Typs, d. h. der Betsaal ist dem gegenüber stehendem Minarett mittig angeordnet. Im Kulturbereich des islamischen Westens (al-Maghrib) waren es die Almohaden (1121–1269), die ihren puritanistischen Tendenzen entsprechend auf die sakralen Bauten der Vorgänger – hier: die Aghlabiden und Ziriden – durch die Weiterführung des T-Typs als Grundrisskonzept zurückgegriffen haben: vgl. die Moschee von Tinmal.

### Die Moschee des Muhammad ibn Chairun

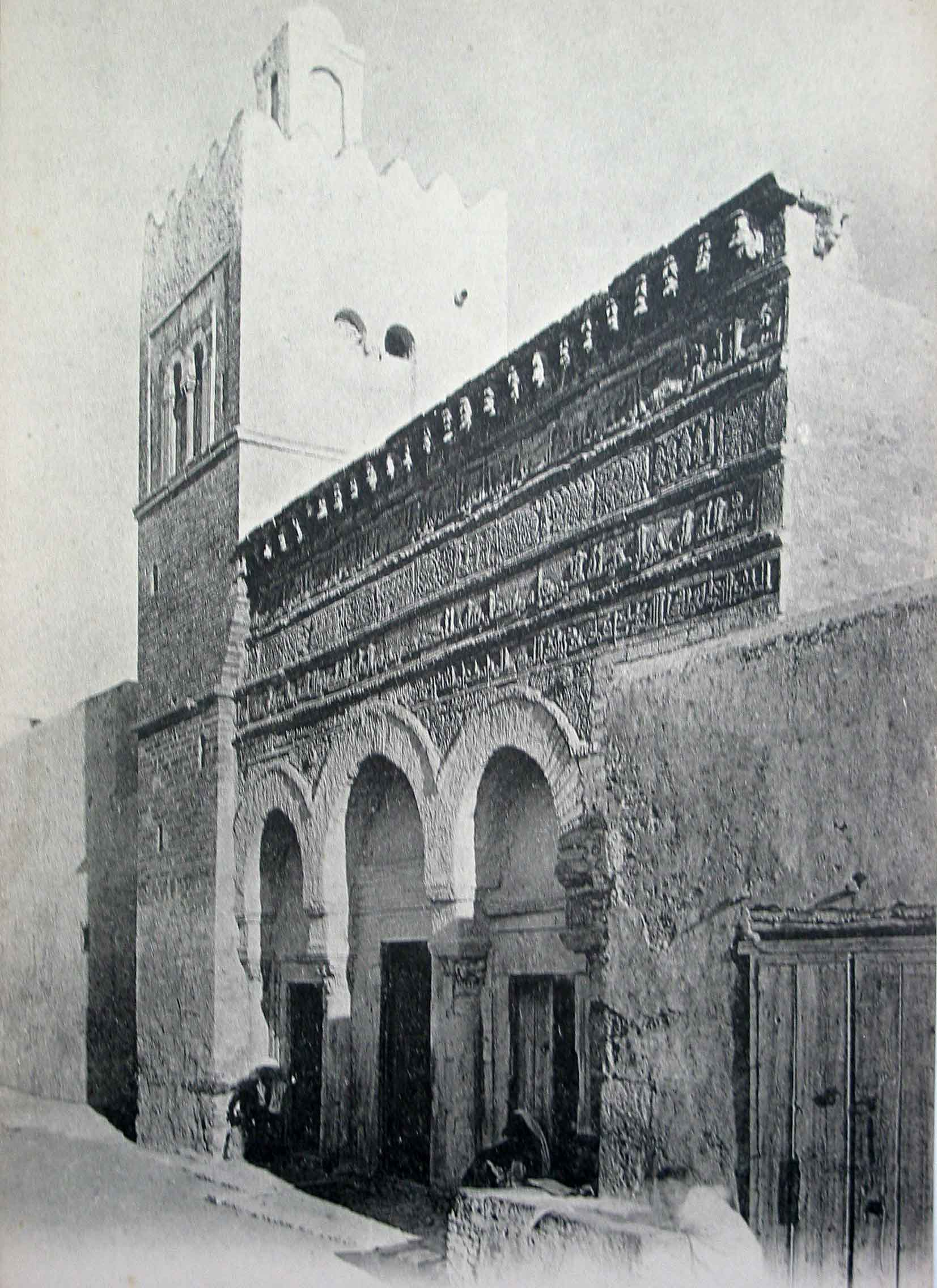
Drei-Tore-Moschee; Historische Postkarte um 1905

Die „Drei-Tore-Moschee“ مسجد ثلاثة أبواب / masǧid ṯalāṯati abwāb, im Volksmund: „talat bībāna“ in der Altstadt, zwischen dem Markt der Wollhändler und der südlichen Stadtmauer, von Lokalhistorikern und in Reiseberichten ursprünglich als die „Moschee des Mohammed ibn Khairun“, مسجد محمد بن خيرون / masǧid Muḥammad b. Ḫairūn genannt, ist mit ihrer dekorativen Fassade eines der schönsten Beispiele islamischer Baukunst. Sie nimmt mit ihrer alten, aus der Aghlabidenzeit stammenden Ornamentik und mit ihren frühen Inschriften eine besondere Stellung in der islamischen Baukunst im gesamten Ifrīqiyā ein. Die gesamte Anlage ist wahrscheinlich als Familienstiftung für private Zwecke errichtet worden.
Der Historiker und Geograph Ibn ʿIdhārī (gest. nach 1313) berichtet in seiner Geschichte des Maghrib im 14. Jahrhundert über die Moscheegründung wie folgt:

„Im Jahre 252 der Hidschra (= 866) errichtete Muhammad b. Chairūn al-Andalusī al-Maʿāfirī in Qairawān die nach ihm benannte ehrwürdige Moschee, erbaut aus gebrannten Ziegeln, Gips und Marmor, und ließ in ihr Zisternen anlegen.“

Die Fassade mit rund sieben Metern Höhe wird von drei Inschriften verziert, von denen die erste ein Koranzitat ist (Sure 33, Vers 70–71):

„Im Namen des barmherzigen und gütigen Gottes. Ihr Gläubigen! Fürchtet Gott und sagt, was recht ist, dann lässt er euch auch eure Werke gedeihen und vergibt euch eure Schuld! Wer Gott gehorcht (und seinem Gesandten, erhält paradiesischen Lohn und) hat damit großes Glück gewonnen.“

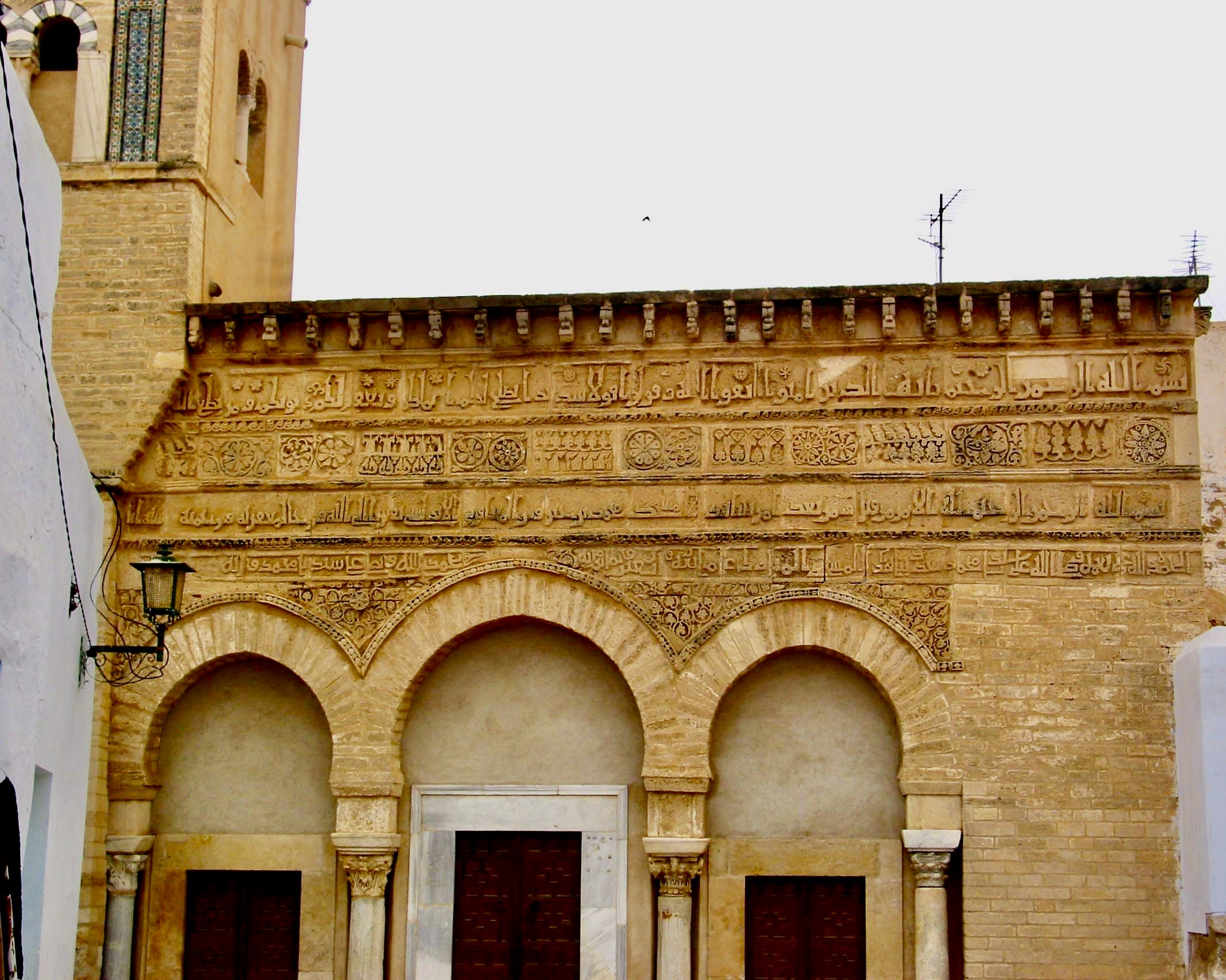
Schriftfries der Fassade

Der obige Korantext erscheint auch auf dem Zwischengesims im Erweiterungsbau von al-Hakam II. (regiert 962–966) in Córdoba in der Hauptmoschee. Es ist denkbar, dass die Anbringung dieses Koranverses an der Hauptmoschee von Córdoba auf die Kairouaner Fassade als Muster zurückzuführen ist.
Im zweiten Schriftfries steht die Gründungsinschrift:

„Im Namen des barmherzigen und gütigen Gottes. Gott allein steht die Entscheidung zu. So war es von jeher und so wird es immer sein. Muhammed b. Khairūn al-Maʿāfirī al-Andalusī ordnete den Bau dieser Moschee an, um Gottes Huld zu erlangen und in der Hoffnung auf seine Vergebung und Barmherzigkeit, im Jahre zwei(hundertzweiundfünfzig).“

 Im Datum sind die zwei letzten Zahlen offenbar durch den Anbau des Minaretts beschädigt worden.
Die Stiftung von Moscheen gilt im Islam als ein sehr verdienstvolles Werk – lässt man doch den Propheten in den großen Hadithsammlungen wie folgt sprechen:

„Wer eine Moschee baut, dem baut Gott ein Haus im Paradies.“

Im Mittelteil der Fassede, zwischen dem ersten und zweiten Schriftfries, sind die Dekorationselemente nach heutigen Erkenntnissen aus den Resten der Umgestaltung der Hauptmoschee (862-863) Abū Ibrāhīm Aḥmad entstanden. Gegen diese Annahme sprechen allerdings das überlieferte Gründungsdatum und die einheitliche Gesamtkonzeption der Ornamentik der ersten zwei Schriftfriese.
Die dritte Inschrift aus dem 15. Jahrhundert informiert über die Renovierung der Moschee:

„Preis sei Gott für Seine Wohltaten. Möge Gott unseren Herrn Muhammad segnen. Das Gebäude dieser gesegneten Moschee wurde erneuert im Jahre achthundertvierundvierzig (1440 oder 1441). Wir preisen Gott und wir beten für unseren Herrn Muhammad und seiner Familie.“

 Nach dem heutigen Erscheinungsbild haben die oberen Teile der Schrift- und Ornamentfriesen keine Erneuerung oder Ausbesserung erfahren. Dagegen hat man auf die nachlässige Wiedereinsetzung der Hufeisenbogensteine an den Fassadenarken hingewiesen.
Ursprünglich hatte die Moschee kein Minarett. Wahrscheinlich während der Restaurierungsarbeiten unter den Hafsiden hat man neben der Ostarkade der Fassade ein kleines Minarett im Stil der Zeit hinzugefügt, wodurch die letzten Buchstaben der ersten beiden Inschriften beschädigt worden sind. Auf das Minarett gelangt man vom Betsaal aus über eine schmale Treppe, die die Symmetrie des Innenraumes unterbricht. Es ist in drei Geschosse mit Lichtöffnungen gegliedert und hat eine Gesamthöhe von nur 11,5 m.
Der Betsaal mit drei Schiffen parallel zur Qibla-Wand, den man durch drei nebeneinander angereihte Tore betreten kann, ist nur 9 × 8,60 m groß, wobei die Decke von vier Stützen aus Marmor mit antiken Kapitellen getragen wird. Der Mihrābbogen wird von einem Hufeisenbogen mit einer Scheitelhöhe von insgesamt 2,60 m gebildet. Die Zisterne, ein Randstein mit Seilspuren und einem gewölbten Abstellplatz für den Tonkrug, befindet sich neben der von zwei Säulen flankierten Gebetsnische. Sie wird vom Moscheedach mit Regenwasser gespeist.
Die Moschee hat weder eine Kanzel (minbar) noch einen Arkadenhof. Man nimmt allerdings an, dass vor der reich geschmückten Fassade auf der damals noch nicht bebauten Fläche eine Musallā angegliedert war – wie dies bei der kleinen Bu Fatata-Moschee in Sousse der Fall ist.
Vom Moscheegründer Muhammad ibn Chairūn al-Maʿāfirī al-Andalusī ist nichts bekannt. Er kam wahrscheinlich als Kaufmann aus dem islamischen Spanien in der Aghlabiden-Zeit nach Kairouan, wo man Grabsteine mehrerer Familienangehörigen gefunden hat. Den Sohn des Stifters, den Rechtsgelehrten (Faqih) Abū Dschaʿfar Muhammad ibn Muhammad ibn Khairūn (gest. Radschab,301/Februar 914) nennen die nordafrikanischen Lokalhistoriker unter den „Märtyrern des Glaubens“. Er hat sich in Kairouan durch die Verbreitung der Lehre der Zahiriten einen Namen gemacht. Im Jahr 914, unter der Herrschaft der Fatimiden, wurde er wegen seines Widerstandes gegen die Schia auf Befehl des fatimidischen Stadtpräfekten von schwarzen Sklaven zu Tode getrampelt. Sein Grabstein ist bekannt. Ibn ʿIdhārī nennt ihn als Besitzer „der ehrenwerten Moschee und von Gasthöfen“, die in einem der ältesten – heute noch existierenden – Bezirken der Stadt lagen. Zwei weitere Nachkommen dieser bekannten Familie sind ebenfalls in Kairouan beigesetzt worden: Abū l-Ḥasan, Muḥammad b. Muḥammad b. Chairūn starb im Jahre 922. Das letzte schriftlich dokumentierte Mitglied der Familie, Abū Muḥammad, Ḥasan b. Aḥmad b. Muḥammad b. Chairūn starb im Jahre 959.

### Das Grab des Prophetengefährten

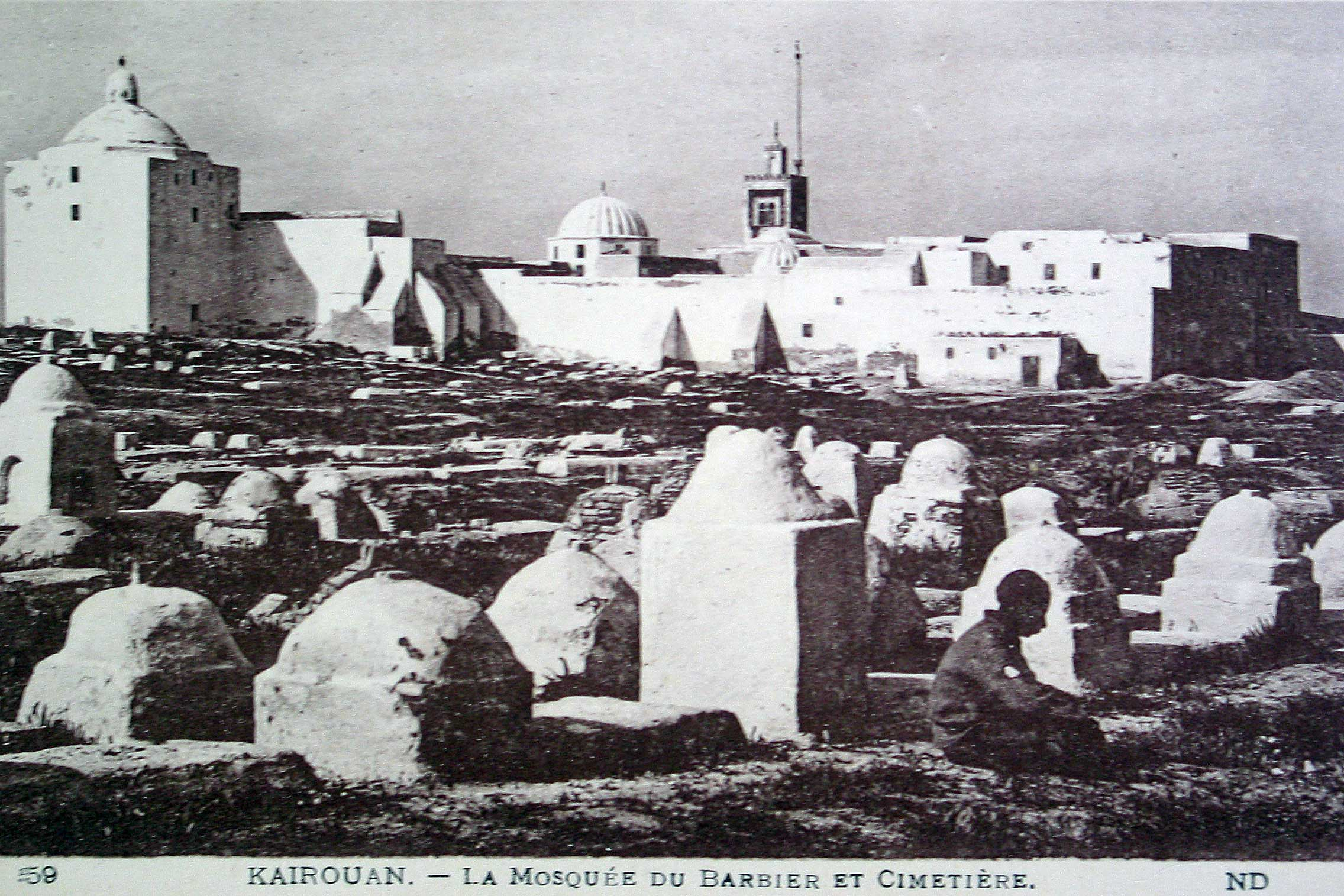
Fotografie einer alten Postkarte zu Beginn des 20. Jahrhunderts; im Hintergrund die Grabanlage des Prophetengefährten

Die Grabanlage مقام أبي زمعة البلوي / maqām Abī Zamʿa al-Balawī liegt außerhalb der Stadtmauer im Stadtteil al-Balawiya, wo der Lokalheilige Kairouans, ein gewisser Abū Zamʿa al-Balawī, ein Gefährte des Propheten Mohammed, verehrt wird. Der Legende nach soll er drei Barthaare des Propheten bei sich getragen haben; daher die, allerdings nur in europäischen Reiseführern dokumentierte Bezeichnung der Anlage als „Barbiermoschee“. Er soll bereits während des Kalifats von ʿUthmān ibn ʿAffān an den ersten arabischen Feldzügen in Nordafrika teilgenommen haben, im Jahr 654-655 in einer näher nicht identifizierbaren Schlacht gefallen und in der Region von Kairouan, die erst Jahrzehnte später besiedelt wurde, beigesetzt worden sein.
Bereits im 10. Jahrhundert berichten Lokalhistoriker der Stadt darüber, dass Bewohner der Stadt an dieser Stelle ein Grab mit einem unversehrten Leichnam gefunden haben sollen. Die Stelle wird wohl als Produkt des islamischen Volksglaubens zu betrachten sein.

In der Stadtgeschichte von Kairouan verbindet man diesen Prophetengefährten mit einem angeblichen Spruch des Propheten, den u. a. at-Tirmidhī überliefert. Der Prophet soll vorausgesagt haben: 

„Jeder meiner Gefährten, der in einem Land stirbt, wird am Tage der Auferstehung als Anführer und Licht für die Menschen (jenes Landes) (von Gott) gesandt.“

Zum Grab (maqām) gelangt man durch einen großen Innenhof und einen mit Wandfliesen reich geschmückten Korridor im türkischen Stil. Erst im 17. Jahrhundert ließ man den Innenhof mit einer kleinen Koranschule und mit Räumlichkeiten (ṣaumaʿa) für die Grabbesucher erweitern. Über dem Eingang der angeschlossenen Madrasa sind Baubeginn und Bauabschluss in einer Gründungsinschrift der Anlage dokumentiert. Die Arbeiten fanden zwischen 1681 und 1685 statt. Die Kuppel über dem Grab selbst ist eine spätere bauliche Zutat; gemäß der Inneninschrift ist sie im Jahr 1787 errichtet worden. Die Koranschule und der Betsaal sind zu Beginn der 1990er Jahre renoviert worden und sind heute auch für Touristen zugänglich.

### Private Moscheen und Bauten
Im alten Stadtkern sind mehrere Moscheen, auch ohne Minarette, als Betsäle erhalten, die von den Einwohnern der jeweiligen Quartiere aufgesucht werden. Einige Moscheen sind nur nach ihren Namen bekannt, deren Bedeutung auch an großen islamischen Festen, neben der Hauptmoschee der Stadt, unbestritten gewesen sein muss. Der Lokalhistoriker Abū Bakr al-Mālikī nennt in seinem Riyāḍ an-nufūs über dreißig Moscheen, von denen einige zu seiner Zeit im frühen 11. Jahrhundert nicht mehr genau zu orten gewesen sind
- Die älteste Moschee ist wahrscheinlich die Moschee der Al-Ansar, مسجد الأنصار / masǧid al-anṣār die, der Lokalgeschichte Kairouans zufolge, der Prophetengefährte Ruwaifiʿ ibn Thābit al-Anṣārī im Jahr 667 gegründet haben soll. Die Gründung dieser kleinen Hofmoschee mit einem offenen Betsaal und archaischem Mihrab konnte durch archäologische Funde bisher nicht bestätigt werden. Die Anlage ist im Jahr 1650 renoviert worden.[71] Wahrscheinlich während dieser Arbeiten ist an der Innenfassade des Betsaales ein Epitaph auf einer kleinen Marmorplatte angebracht worden, die ursprünglich zum Grab eines gewissen Muḥammad b. Ibrāhīm al-Kamūnī auf einem der Friedhöfe außerhalb der Stadtmauer gehören dürfte. Die Grabinschrift beginnt nach der Basmala mit dem Vers 34 der Sure 21 (al-Anbiyāʾ) und ist auf den 3. September 1043 datiert.[72] Eine Verbindung zwischen dem Verstorbenen und der kleinen Moschee konnte bisher nicht hergestellt werden. Der Lokalhistoriker ad-Dabbagh berichtet, dass die Moschee unter den segensuchenden Muslimen sehr beliebt war; Handabdrücke aus Lehm an der weißen Außenmauer bestätigen diesen im Volksislam üblichen Kult bis in die Gegenwart hinein.[73]
- Die Zaitūna-Moschee مسجد الزيتونة / masǧid az-zaitūna / ‚Olivenbaum-Moschee‘. Der Überlieferung nach soll Ismāʿīl ibn ʿUbaid al-Anṣārī von den medinensischen Ansār diese Moschee im Jahr 710 gegründet haben. Der bereits genannte Lokalhistoriker Kairouans, Abū Bakr al-Mālikī, berichtet, dass er neben der Moschee auch einen Markt – Sūq Ismāʿīl – errichten ließ; wegen seiner Freigiebigkeit und Unterstützung der Armen nannte man ihn „Kaufmann Gottes“ (tāǧiru llāh).[74] Die Einheimischen benutzten die Moschee während Umbauarbeiten in der Hauptmoschee.[75] Während nicht datierbarer Umbauarbeiten der Moschee sind auch hier – wie in der Moschee der al-Anṣār – alte Grabsteine mit Inschriften in die Fassadenwand des Gebäudes eingesetzt worden, die von Friedhöfen außerhalb der Stadtmauer stammen. Sie sind datiert auf den 25. Oktober 1033,[76] auf den 19. August 1037 und auf den 8. März 1044.[77]
- Die Moschee von al-Ḥubulī مسجد الحبلي / masǧid al-Ḥubulī. Sie befindet sich in der Nähe des Nordtors der Stadt (Bāb Tūnis) und trägt den Namen ihres Gründers Abū ʿAbd ar-Raḥmān al-Ḥubulī (gest. 718),[78] der angeblich auf dem Friedhof der Quraisch in Kairouan beigesetzt wurde.[79] Der Lokalhistoriker Abū Bakr al-Mālikī, der die Zerstörung der Stadt im Jahr 1057 durch die Banū Hilāl erlebte, berichtet, dass al-Ḥubulī im Auftrag von ʿUmar ibn ʿAbd al-ʿAzīz nach Nordafrika kam und dass sein Grab in der Nähe vom Bāb Tūnis noch zu seiner Zeit bekannt war.[80]
- Die Moschee von ʿAbd al-Ǧabbār b. Ḫālid مسجد عبد الجبار / masǧid ʿAbd al-Ǧabbār (gest. 894) hatte vor allem bei der Verrichtung der rituellen Nachtgebete im Fastenmonat zahlreiche Besucher. Die Gebete leitete der Moscheebesitzer selbst, die erst mit dem nächsten Morgengebet zu Ende gingen.[81] Er war ein bekannter Schüler Sahnūns und Überlieferer von Rechtsbüchern, die aus dem Jahr 888 in Fragmenten erhalten sind.
- Die Grabanlage von Sīdī ʿUmar ʿAbbāda مقام سيدي عمر عبادة / maqām Sīdī ʿUmar ʿAbbāda, im Volksmund: Āmor Abbāda. Die mit sieben Kuppeln gekrönte Grabanlage außerhalb der Stadtmauer ist im Jahr 1872 fertiggestellt worden. Sie ist dem Kairouaner Schmied ʿUmar ibn Sālim ibn ʿUmar al-ʿAyyārī (gest. 1855–1856) gewidmet, dessen Haus, in dem er beigesetzt wurde, nach seinem Tod erweitert und als Museum mit Exponaten aus seinem Besitz, darunter Werkzeuge, Waffen und Haushaltsgegenstände, eingerichtet wurde. Im islamischen Volksglauben gilt er bis in die Gegenwart hinein als Heilbringer, dessen Grab über die Grenzen der Stadt hinaus bekannt ist und besucht wird.[82]
- Der Rūṭa-Brunnen بئر روطة, بئر بروطة / biʾr Rūṭa, biʾr Barrūṭa. Der Brunnen befindet sich in einem mit Kuppeln verzierten Haus in der Altstadt. Er gilt zwar als die älteste Brunnenanlage der Stadt, wird aber erst im frühen 11. Jahrhundert in Schriften der Lokalhistoriker genannt. Die Anlage soll Harthama ibn Aʿyan (hingerichtet im Juni 816),[83] der Statthalter der Abbasiden in Nordafrika, gegen 796 in der Nähe des heute noch bestehenden Sonntagsmarktes (sūq al-aḥad) errichtet haben. Gemäß einer Inschrift ist die Anlage im Jahr 1690 erneuert worden.[84]

### Die Stadtmauer

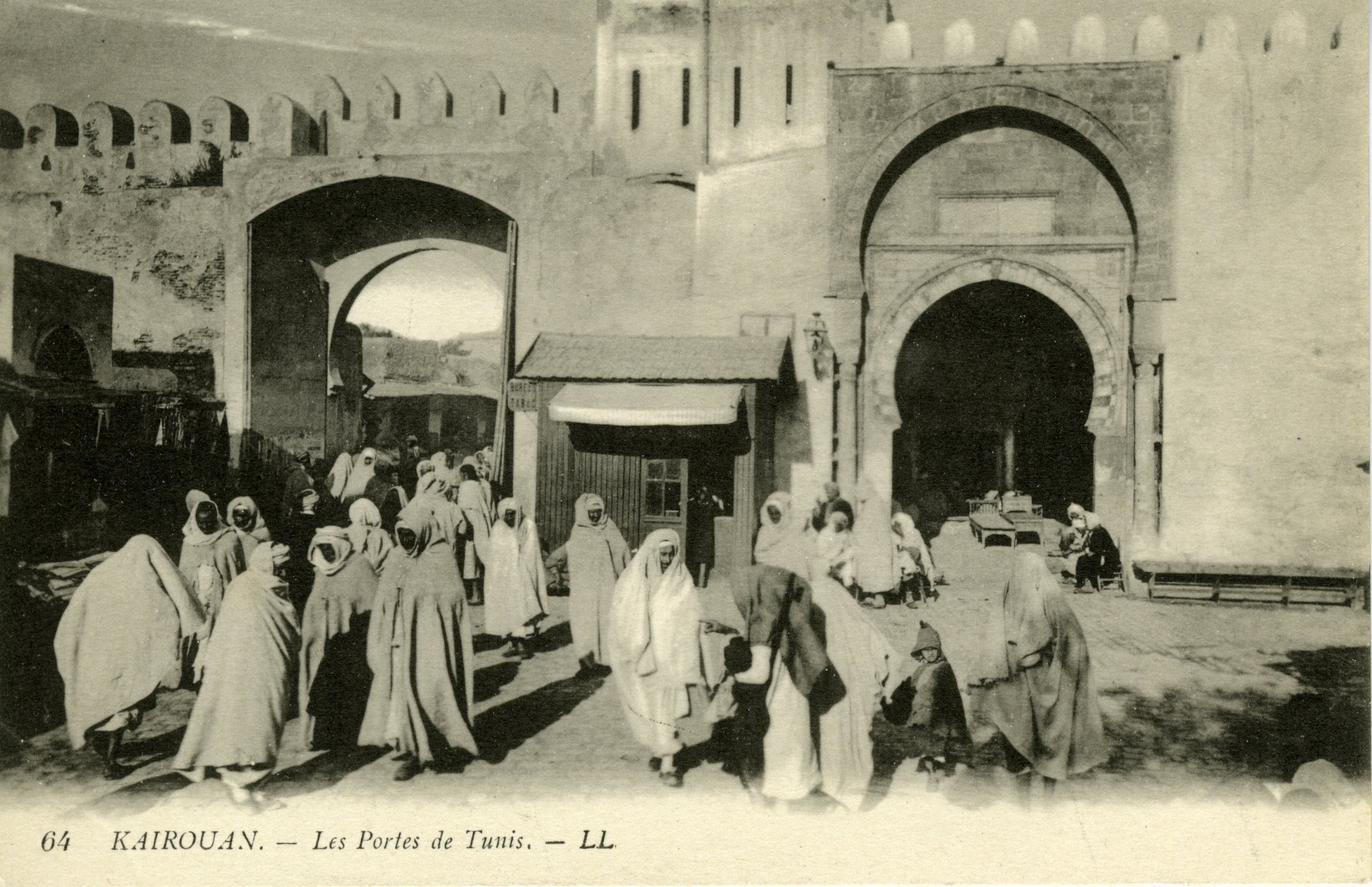
Bāb Tūnis. Historische Postkarte um 1900

Die erste Befestigung der Stadt mit einer Mauer aus Lehmziegeln erfolgte auf Anordnung des Abbasidenkalifen al-Manṣūr zwischen 762 und 763. Der andalusische Geograph Abū ʿUbaid al-Bakrī nennt sechs Tore, von denen das Tunis-Tor (Bāb Tūnis) an der Nordmauer heute noch erhalten ist.
Während der Invasion der Charidschiten und Ibaditen zwischen 771 und 772 ist ein Großteil der Mauer zerstört und die Stadttore niedergebrannt worden. Die Aghlabidenemire Ibrahim I. ibn al-Aghlab und sein Nachfolger Ziyādat Allāh ibn Ibrāhīm ließen die gesamte Stadtmauer abreißen – als Strafmaßnahme gegen die Zivilbevölkerung der Stadt, die die anti-aghlabidischen Bewegungen zwischen 810 und 824 unterstützte.
Eine weitere Befestigung der Stadt erfolgte unter Al-Muʿizz ibn Bādīs az-Zīrī, die jedoch durch die Hilāl-Invasion bald zerstört wurde. Eine auf Juli 1045 datierte fragmentarisch erhaltene Inschrift über dem Tunis-Tor überdauerte die Zerstörung und dokumentiert die Bauarbeiten unter dem Ziridenherrscher.

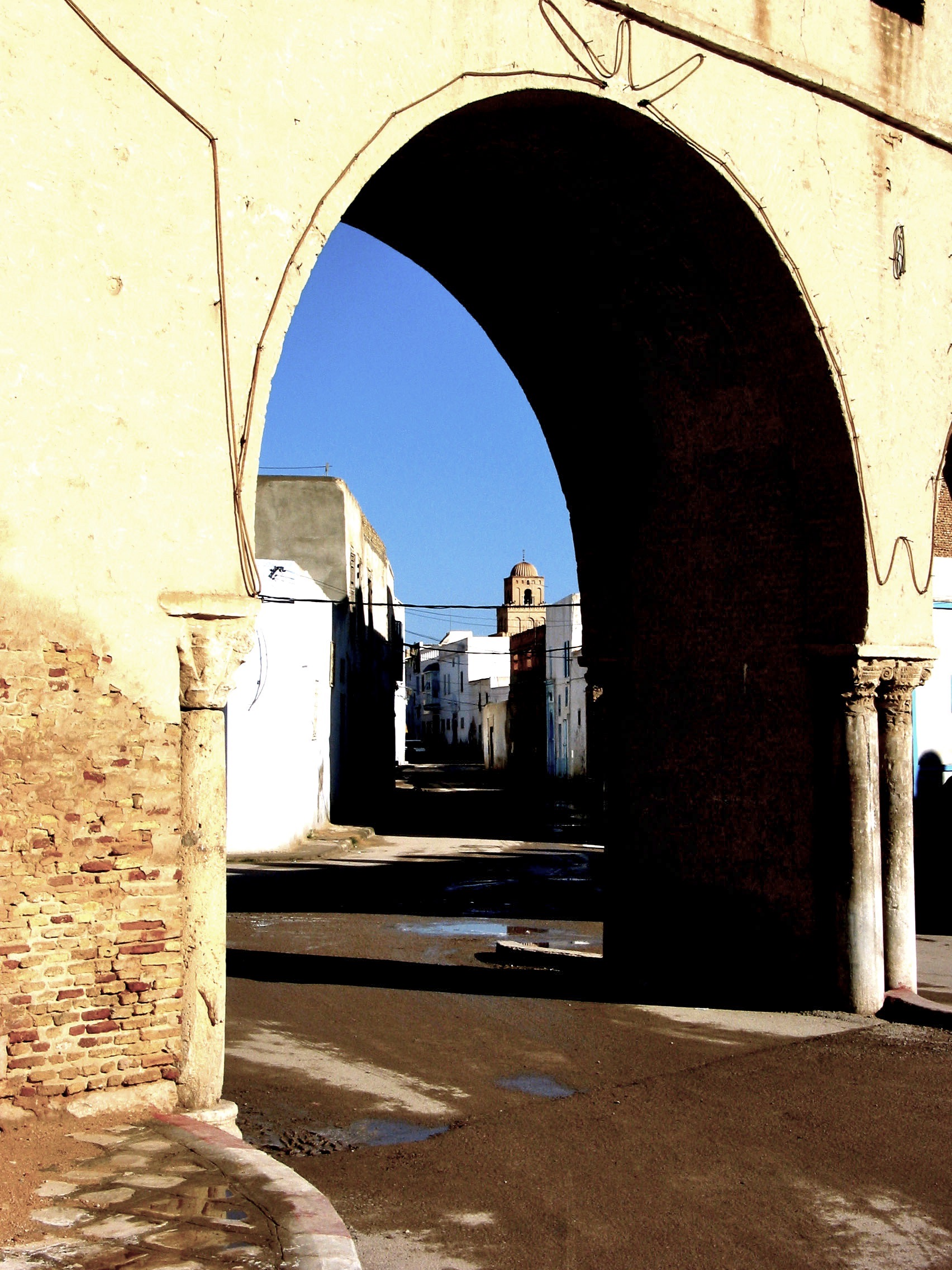
Bāb al-"Chucha" führt zur Hauptmoschee

Erst zwischen 1756 und 1772 erhielt die Stadtmauer ihre gegenwärtige Form mit einer Länge von 3800 und einer Höhe zwischen vier und acht Metern. Aus dieser Zeit stammen die Inschriften, die den Wiederaufbau dokumentieren: am Bāb al-Dschallādīn (Tor der Lederwarenhersteller – heute: Bāb asch-Schuhadāʾ: Tor der Märtyrer) an der Südmauer, am al-Bāb al-Dschadīd (das Neutor)
im Nordwesten und im Volksmund als Bāb al-Chūcha genannten Tor im Südosten, das in den Inschriften Bāb an-Naṣr (Siegestor) und Bāb al-Dschāmiʿ (Tor (zur) Hauptmoschee) bezeichnet wird.

### Märkte
Die Gründung der heute noch vorhandenen Märkte in der Altstadt geht auf den bereits genannten Yazīd ibn Ḥātim zurück, der um die gleiche Zeit, gegen 774, auch die Hauptmoschee neu errichten ließ. Der bereits genannte Geograph Ibn ʿIdhārī aus Marrakesch berichtet, wohl nach älteren Quellen Kairouaner Lokalhistoriker, dass der genannte Statthalter „den Markt nach den Zünften“ angeordnet errichten ließ. Der Lokalhistoriker Abū Bakr al-Mālikī nennt in seiner Gelehrtengeschichte von Kairouan zwölf Märkte, die zum Teil nach den Zünften benannt waren: der Markt der Stoffhändler, der Markt der Schneider, der Markt der Gerber, der Markt der Weber usw. Der von ihm genannte Sonntagsmarkt (sūq al-aḥad) existiert heute noch.
Der Markt der Juden (sūq al-yahūd) befand sich im Ḥārat Ḫaibar (Var.Ḥārat al-Yahūd), im von Juden bewohnten Ḫaibar-Viertel am südlichen Stadtrand, wo auch der Qādī Ibn aṭ-Ṭufail (Todesdatum unbekannt) unter dem Statthalter Yazīd b. Ḥātim – ab 772 – sein Haus hatte. Nach dem Kairouaner Historiker Ibn ar-Raqīq (gest. gegen 1026; GAS, Bd.I. 360), nannte man dieses Viertel zu seiner Zeit nach dem Namen dieses Qāḍīs Ibn aṭ-Ṭufail. Der Name Ḫaibar-Viertel erscheint in einer Kairouaner (Kauf)urkunde (waṯīqa) auf Pergament, die heute zum Bestand der ehemaligen Moscheebibliothek gehört. Die Existenz jüdischer Gemeinschaften in der Stadt ist auch in einem Dokument der Geniza der Ben-Esra-Synagoge in Kairo dokumentiert. Die Synagoge ist während der Plünderung der Stadt durch die B. Hilāl in 1057, wahrscheinlich zusammen mit der Jeschiwa von Kairouan, zerstört worden. Gegen 793-794, kurz vor der Gründung der Dynastie der Aghlabiden soll ein christlicher Würdenträger namens Qusṭās die Erlaubnis erhalten haben, eine Kirche, die dann seinen Namen trug, zu bauen.
Mehrere Lokalhistoriker berichten darüber, dass sowohl die Juden als auch die Christen der Stadt bestimmte Kleidungsvorschriften befolgen mussten, die die muslimischen Qādīs im 9. Jahrhundert erlassen haben. Einer der bekanntesten Schüler des Rechtsgelehrten Sahnūn ibn Saʿīd Yaḥyā b. ʿUmar al-Kinānī (gest. 902) legt in seinem Werk Aḥkām as-ṣūq (die Rechtsbestimmungen des Marktes) fest, dass sowohl die Juden als auch die Christen, die sich den Muslimen ähnlich kleiden, zu bestrafen sind. „ich vertrete die Rechtsansicht, dass sie durch Schläge und mit Gefängnis bestraft werden. Sie werden in ihren jeweiligen Quartieren als Warnung und Abschreckung für diejenigen vorgeführt, die nicht straffällig geworden sind.“ Die Ignorierung solcher Vorschriften wird in entsprechenden Rechtsgutachten noch im 12. Jahrhundert – kurz vor der Zerstörung der Stadt – unter Strafe gestellt. An den Wohnhäusern von Juden und Christen waren Schilder mit Abbildungen von Affen bzw. Schweinen angebracht, ihre aus Lehm errichteten Gebetshäuser durften nicht durch Ziegel befestigt werden. Die jüdischen Bewohner dieses Stadtteils beschäftigten sich im 10. Jahrhundert und danach vor allem mit Geldverleih und anderen Geldgeschäften. Die Beteiligung beider Religionsgemeinschaften am öffentlichen Leben der Stadt wird in der Lokalgeschichte nicht dargestellt.
Die Stadtmitte nannte man „simāṭ al-Qairawān“ oder „der große Simāṭ“. Darunter verstand man die Hauptachse der Stadt mit den zahlreichen Geschäften und angrenzenden Märkten von der Hauptmoschee über das Tunis-Tor im Norden zum Bāb Abī r-Rabīʿ bis zum Wādī al-Qairawān im Süden in einer Gesamtlänge von ungefähr 6 km. Hier befand sich auch ein Straßenabschnitt mit dem Namen saqīfat al-masākīn, eine überdachte Straßenzeile, die für die Armen gestiftet war.

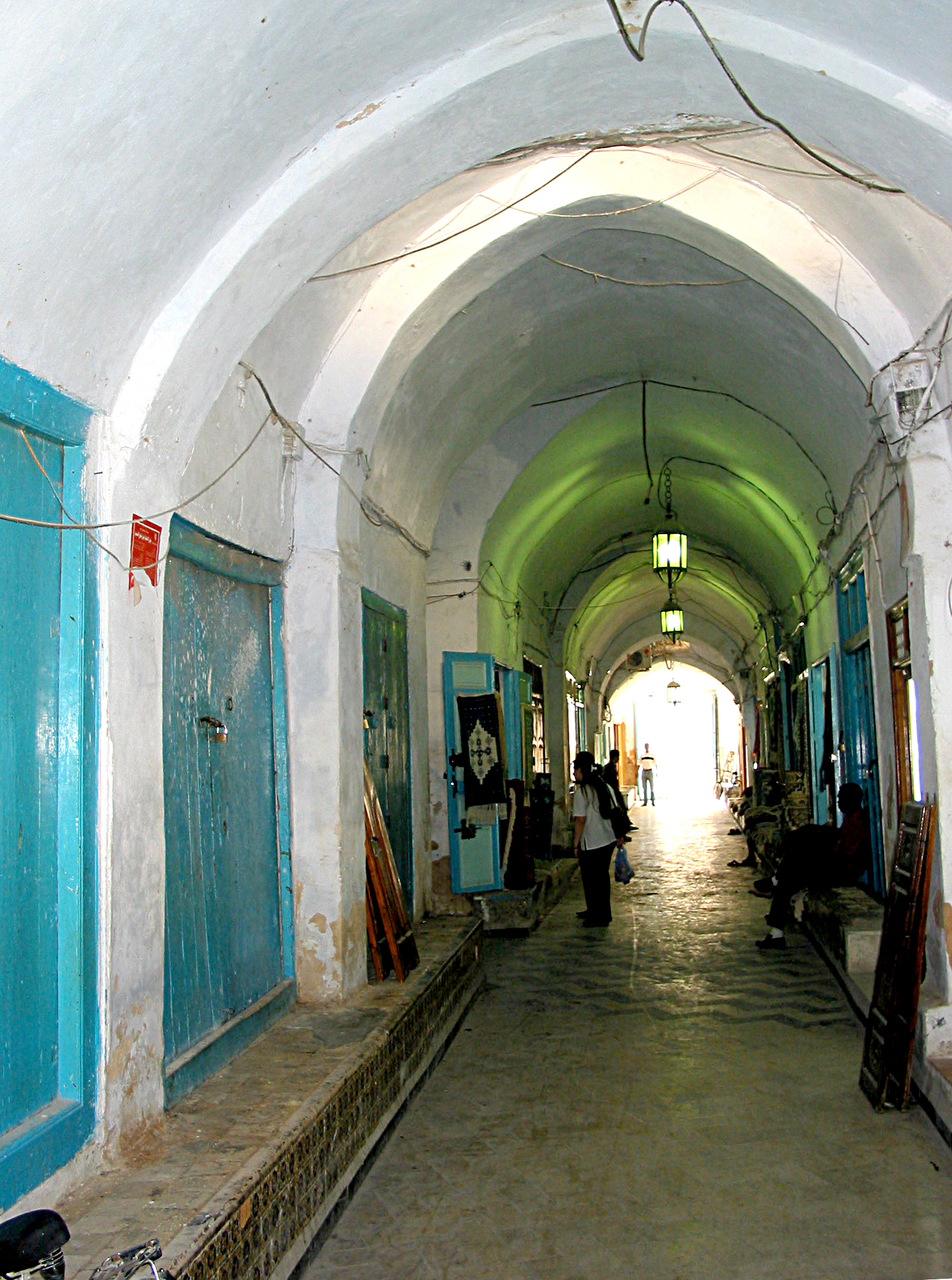
Eine der überwölbten Gassen der Teppichhändler

Gemäß al-Bakrī betrug die Entfernung allein zwischen der Hauptmoschee und der südlichen Grenze des „Simāṭ“ rund 3 km. Er beschrieb diese Achse zusammenfassend als „den Markt von Qairawān...der durchgehend überdacht war und alle Geschäfte und Gewerbe umfasste.“ Diese Anordnung erfolgte auf Anweisung des Umayyaden-Kalifen Hischām ibn ʿAbd al-Malik (724–773). Andere Quellen verbinden die Gründung der Märkte mit Yazīd b. Ḥātim, der, wie oben erwähnt, ab 774 zum Statthalter ernannt wurde. Der heutige Verlauf des ehemaligen „Großen Simāṭ“ umfasst die Strecke vom Bāb al-Ǧallādīn (Tor der Lederwarenhersteller), heute: Bāb asch-Schuhadāʾ (Tor der Märtyrer) im Süden bis zum Bāb Tūnis im Norden, mit den davon östlich liegenden, überwiegend überdachten Marktgassen.
Unter den Aghlabiden und Fatimiden war diese stets gut besuchte Region auch der Ort, an dem verhängte Strafmaßnahmen ausgeführt worden sind. Gelehrte vom Rang, die sich gegen die Politik der Aghlabiden aufgelehnt und die Unerschaffenheit des Korans vertreten haben, wie z. B. Ibn al-Birdhaun (gest. 911–912) und seine Gesinnungsgenossen, sind an diesem Ort geköpft worden; ihre Leichen ließ man durch Reittiere durch die Hauptstraße (simāṭ) schleifen. Andere hat man an der Südgrenze des Simāṭ al-Qairawān gekreuzigt. Der mālikitische Gelehrte und Qādī Ibn Abī al-Manẓūr (gest.948) stellte vor seinem Hauseingang ein Podest (minbar) auf, setzte sich darauf und ließ einen Juden vorführen, der den Propheten Muḥammad verunglimpft (sabba) hatte. Nachdem dieser es abgelehnt hatte, sich zum Islam zu bekehren, ließ er ihn bis zu seinem Tod auf dieser Straße öffentlich auspeitschen und seinen Leichnam „an seine Religionsgenossen (ahl dīni-hi) übergeben.“ Der Historiker Abū Bakr al-Mālikī fügt dem Ereignis hinzu: „hätte man das Anliegen zur Klage erhoben, hätte er ihn wegen Verunglimpfung nicht getötet. Daher gab er vor, dass er ihn lediglich aus Züchtigung schlagen ließ, nicht aber um ihn zu töten. In diesem Fall hätte man zu ihm gesagt: ‚du hast ihn getötet‘, worauf er erwidert hätte:‚er starb aber unter dem Schmerz der Schläge‘.“
Sowohl die nordafrikanischen Lokalhistoriker als auch arabische Geographen erwähnen Märkte, die bis in das 11. Jahrhundert in der Stadt, oft in der Nähe der Hauptmoschee, bekannt waren:
- Der Sonntagsmarkt (sūq al-aḥad) war einer der größten Märkte der Stadt. Er befand sich vom 10. Jahrhundert an westlich der Hauptmoschee, wo seit der Regierungszeit der Fatimiden die meisten Märkte angesiedelt worden sind.[108] Er galt als Umschlag- und Verkaufsplatz für unterschiedliche Produkte: Töpferwaren, Schafswolle, gewebte Wollwaren. Die Gründung des Marktes geht auf Harṯama b. al-Aʿyun, den Statthalter des Abbasiden Hārūn ar-Rašīd gegen 796 zurück. Im Umkreis des Marktes befanden sich Wohnhäuser unter demselben Namen (darb sūq al-aḥad), was auf die zentrale Lage des Marktes schließen lässt.[109]

- Der Markt (Haus) der Stickereien (dār aṭ-ṭirāz) befand sich in der Nähe der Verwaltungseinheiten der Stadt; deshalb trug er den Namen „Haus“ und nicht Markt (sūq). Hier sind vornehme Kleidungsstücke mit aufwendigen Stickereien geschmückt und an wohlhabende Bürger verkauft worden. Der Grabstein eines Handwerkers dieser Zunft (ṭarrāz), der 1056 starb, ist erhalten.[110]

- Der Markt der Stoff- und Tuchhändler (sūq al-bazzāzīn) befand sich wegen seiner Bedeutung in der Stadtmitte. Einige Vertreter dieser Zunft sind bereits im frühen 9. und 10. Jahrhundert auf ihren Grabsteinen identifiziert worden.[111]

- Der Markt Ibn Hišām (sūq Ibn Hišām) erhielt seinen Namen von Hišām b. Ḥāǧib, einer nur wenig bekannten Person, die Abū l-ʿArab in seiner Biographie zusammen mit seinem Bruder Ṣāliḥ in drei Zeilen nennt. Er nennt den Markt Sūq Banī Hišām.[112] Auch dieser Markt war auf den Verkauf von Lebensmitteln, wie Fleisch, Getreide, Gewürze und Olivenöl spezialisiert. Er befand sich östlich der Hauptmoschee, unweit des bereits erwähnten Brunnens Umm ʿIyāḍ.[113] Der Markt war noch im 11. Jahrhundert bekannt, denn ein Grabstein trägt den Namen des verstorbenen ʿUmar b.ʿAlī, des Marktaufsehers dieses Marktes (nāẓir sūq Ibn Hišām). Er starb am 2. November 1038.[114]

- Der Geflügelmarkt, eig. Hühnermarkt (sūq ad-daǧāǧ) befand sich in der Nähe vom Tunis-Tor und war auch als Wochenmarkt bekannt. Im 10. Jahrhundert bezeichnete man ein Tor der Hauptmoschee als „Tor des Donnerstagsmarktes (bāb sūq al-ḫamīs)“,[115] in dessen Nähe der Geflügelmarkt lag.[116]

- In der Nähe der Gemüsehändler waren die Metzger und die Verkäufer von Fleischprodukten angesiedelt. Ein ḥānūt kaftaǧī Koftaladen im Marktbereich ist in einer Kairouaner Lokalbiografie aus dem 19. Jahrhundert dokumentiert.[117]

- Der Markt der Papierhersteller (sūq al-warrāqīn) entstand bereits im 8. Jahrhundert. Hier sind auch das in seiner Herstellung aufwendige, aus tierischen Häuten gefertigte Pergament (raqq / riqq) und andere Beschreibmaterialien verkauft worden. Das grobe, oft aus Stoffresten hergestellte Papier (kāġaz) fand seinen Weg aus Bagdad über Ägypten nach Kairouan.[118] Der arabische Geograph al-Muqaddasī hebt in seinem Bericht über Nordafrika hervor, dass dort sowohl Koranexemplare als auch literarische Handschriften vor allem auf Pergament geschrieben worden sind.[119] Die Richtigkeit dieser Angabe wird durch den gegenwärtigen Bestand der Moscheebibliothek bestätigt.[120]

- Der Markt der Stoffhändler (sūq ar-rahādira/rahādina)[121] ist einer der ältesten Märkte der Stadt gewesen. Lokalberichten zufolge existierte dieser Markt bereits in den ersten Jahrzehnten des 9. Jahrhunderts. Eines der Tore der Hauptmoschee hieß im 11. Jahrhundert bāb ar-rahādina; dies lässt darauf schließen, dass dieser Markt sich ebenfalls in der Nähe der Hauptmoschee befand.[122] Auf mehreren Grabstelen sind die Beinamen der Verstorbenen als „Rahdār“ genannt.[123]

- Der Mark der Färber (sūq aṣ-ṣabbāġīn) befand sich in der Nähe der Märkte der Stoff- und Tuchhändler und der Hersteller von aller Art Textilien. Bis in das 11. Jahrhundert werden auf Grabstelen Namen mit dieser Berufsbezeichnung genannt.[124]

- Der Markt der Stopfer und Näher (sūq ar-raffāʾīn) befand sich in der Nähe der Stoffhändler; in ihren Nähstuben sind Kleidungen ausgebessert und überholt worden.[125]

- In der Nähe der zuletzt genannten Märkte befand sich der Markt der Leinenhändler (sūq al-kattānīn), in dessen Umgebung während der Regierungszeit von Ziyādatullāh die Wohnquartiere in „neue Läden“ (al-ḥawānīt al-ǧudud) umgebaut worden sind.[126]

- Markt der Seidenhändler (sūq al-ḫazzāzīn/al-ḥarīriyyīn). Ibn ʿIdhārī(Bd. I. S. 260–261) berichtet, dass der Ziridenherrscher Bādīs ibn al-Mansūr ibn Buluqqīn ibn Zīrī im Jahre 1015 große Geschenke an den Fatimiden al-Ḥākim bi-amri llāh (gest. 1021) per Schiff von al-Mahdiya aus verschicken ließ, darunter 28 Kamellasten Seide, Zobelfell (sammūr: Lane 1426) und andere Köstlichkeiten, die von arabischen Piraten an der Küste von Barqa geraubt wurden. Der Beiname al-ḥarīrī erscheint auf zwei Kairouaner Grabinschriften in der ersten Hälfte des 11. Jahrhunderts[127]

- Der Markt der Weber hatte große Bedeutung in der Nähe der Woll- und Leinenhändler und auf dem Sonntagsmarkt; die Produkte waren bei der Herstellung und dem Export von Teppichen (al-busuṭ), bis nach Bagdad von besonderer Wichtigkeit.[128]

- Der Markt der Töpferwaren (sūq al-qallālīn); eines der Stadttore trug, berichtet al-Bakrī, den Namen dieser Zunft. Der Verkauf der Produkte fand überwiegend auf dem Sonntagsmarkt statt. In einigen Familiennamen ist die Berufsbezeichnung „der Töpfer“ (al-qallāl), Sohn des Töpfers (ibn al-qallāl) genannt und auf Grabinschriften dokumentiert: so im Jahr 1044 und 1158[129]

- Der Markt der Lanzen- und Speerhersteller (sūq ar-rammāḥīn) befand sich gemäß al-Muqaddasī in der Nähe der Hauptmoschee; hier fanden sowohl die Herstellung als auch der Verkauf von Speeren und möglicherweise auch von anderen Waffen statt. Einige Qairawāner Familien tragen bis heute den Namen ar-Rammāḥ, der noch im 14. Jahrhundert als Beiname eines Waffenherstellers bei den Lokalhistorikern dokumentiert ist.[130]

- Der Dattelmarkt/Markt der Dattelhändler (sūq at-tammārīn). Al-Maqdīsī nennt im 10. Jahrhundert das „Tor der Dattenhändler“ der Hauptmoschee, was darauf schließen lässt, dass auch dieser Markt sich in der Nähe der Moschee befunden hat. Bereits im letzten Viertel des 8. Jahrhunderts wird über einen „Dattelplatz“ (raḥbat at-tamr) an der Hauptmoschee berichtet.[131] Auf dem alten Friedhof am Tunis-Tor ist der Grabstein eines Dattelhändlers (at-Tammār) identifiziert worden. Das Todesjahr ist nicht mehr erhalten.[132]

- Der Sklavenmarkt (sūq al-birka): die Etymologie des Wortes in dieser Funktion ist unbekannt. „Birka“ bedeutet ursprünglich, auch in geographischen Namen, „Teich“, „kleiner See“. Der früheste Beleg in dem hier behandelten Sinne ist im „Futūḥ Miṣr wa-aḫbāru-hā“ des bereits genannten ägyptischen Historikers dokumentiert. Dort wird berichtet, dass nach der Eroberung Ägyptens und der Gründung von Al-Fustat ein Gelände (dār)[133] zugunsten des Kalifen ʿUmar ibn al-Chattāb abgegrenzt worden sei, dessen Nutzung der Kalif abgelehnt hatte. Die vom Verfasser zitierten ägyptischen Quellen aus dem 8. Jahrhundert nennen die Stelle „dār al-birka, die als Markt zum Verkauf von Sklaven geschaffen wurde.“ Eine andere Bezeichnung war „birkat al-raqīq“, d. h. „birka“ der Sklaven.[134] In diesem Sinne ist der Ausdruck (birka=Markt) neben Kairouan auch in Tunis, Fes und Córdoba belegt.[135] Der bereits genannte Qāḍī von Kairouan unter den Aghlabiden, Ibn Abī Ṭālib (825–888), kaufte für wohltätige Zwecke Sklaven und verschenkte sie an Bedürftige.[136] Den Markt nannte man auch sūq al-naḫḫāsīn, Markt der Sklaven- und Mädchenhändler[137]

Der heutige Markt besteht, ebenfalls nach Zünften geordnet, aus überwölbten Gassen mit Lüftungsschächten und unüberdachten Gassenzügen. Der zentrale Marktbereich kann durch sechzehn Tore geschlossen werden. Dieser Kernbereich des Marktes liegt allerdings nicht in der Nähe der Hauptmoschee, wie dies als Charakteristikum der orientalisch-islamischen Stadt angenommen wird, sondern orientiert sich an der Stärke der „Passantenströme“. Die Auffassung, dass sich der Standort orientalischer Märkte nach der Nähe der Hauptmoscheen richtete, kann empirisch nicht nachgewiesen werden.

### Islamische Friedhöfe und Grabinschriften
In der nordafrikanischen Stadtgeschichte und den Reiseberichten finden die – mit wenigen Ausnahmen – nur außerhalb der Stadtmauer angelegten Gräber und Friedhöfe stets Erwähnung. Eines der bekanntesten und bis heute besuchten Gräber innerhalb der Stadt befindet sich im Privathaus des mālikitischen Gelehrten Ibn Abī Zaid al-Qairawānī (gest.996), wo er und sein Sohn Abū Bakr Aḥmad Ibn Abī Zaid (gest. gegen 1067), den al-Muʿizz b. Bādis zum Qāḍī ernannt hatte, bestattet worden sind. Das Haus ist noch heute eine oft besuchte Stätte. Die von den Lokalhistorikern beschriebenen Friedhöfe (maqbara/Pl.maqābir)liegen außerhalb der Stadtmauer:
- Maqbarat Quraisch liegt rund 600 Meter westlich der Stadt, hinter dem West-Tor (al-bāb al-gharbī). Der Name geht historisch ungesicherten Berichten zufolge auf ʿAbdallāh ibn ʿUmar (gest. 693) zurück, der angeblich an einem Feldzug in der Region teilgenommen haben soll, wo seine Sklavin („umm al-walad“) ihm eine Tochter gebar, die aber dort starb.[141] Gegen Ende des 9. Jahrhunderts bis in die Zeit der Hafsiden hieß der Friedhof al-ǧanāḥ al-aḫḍar: „die grüne Seite“. Dort ist einer der ältesten Grabsteine in einer Größe vom 61 × 24 cm aufgefunden worden. Er ist auf den 22. Šaʿbān 235/11. März 850 datiert.[142]
- Maqbarat bāb Tunis (Der Friedhof am Tunis-Tor) liegt im Norden, rund 800 Meter von der Hauptmoschee entfernt. Er war einer der bekanntesten Friedhöfe, da dort mehrere über die Grenzen Kairouans hinaus bekannte Gelehrte beigesetzt worden sind. Hier ist auch das Grab von Abū l-Hasan al-Qābisī, dessen Grabkuppel (qubba) mit einer bewohnten Zāwiya heute noch aufgesucht wird. Eine weitere Erweiterung der Grabanlage war der Bau einer sog. „ḥauṭa“, einer umlaufenden Schutzmauer; das Grab von al-Qābisī‘s Sohn, der vor seinem Vater im Jahre 1000 verstarb, beschreibt Ibn Nādschī wie folgt: „sein Grab liegt in der Gebetsrichtung (ǧihat al-qibla) in der ḥauṭa seines Vaters und ist bekannt. Mein Lehrer Abū l-Faḍl al-Burzulī[143] hat es mir so erklärt als er bei uns zu Besuch war.“[144]

Eine Kuppel auf diesem Friedhof ist auch über dem Grab des hier oft zitierten Ibn Nādschī (gest. 1435) errichtet worden. Die Entstehung solcher Einfriedungen gehen wahrscheinlich auf die Zeit der Ziriden im späten 10. und 11. Jahrhundert zurück und werden auch in der Gegenwart hie und da noch neu errichtet.
- Maqbarat Bāb Nāfiʿ liegt rund 250 Meter nordöstlich von der Hauptmoschee, „wo sich das bekannte und berühmte Grab von Sahnūn b. Saʿīd“ befindet.[146] Der Friedhof aus dem frühen 9. Jahrhundert erhielt zu einem späteren Zeitpunkt den Namen „Ǧabbānat Saḥnūn“ (Friedhof Saḥnūns).
- Maqbarat bāb Abī r-Rabīʿ liegt weiter südlich außerhalb der Stadt, in der Nähe des Wādī al-Qairawān. Ein relativ später Grabstein ist auf den 8. Januar 1030 datiert[147]

Die auf den Friedhöfen gesichteten Grabsteine mit datierten Inschriften gehören zu den reichhaltigsten Funden von Epitaphen in Nordafrika. Das Material ist überwiegend Marmor in Form von runden Stelen oder Tafeln, letztere oft mit Randabschlüssen als filigrane Ornamente der arabischen nicht figurativen Steinmetztechnik.
Die älteste, heute bekannte Grabinschrift, wie erwähnt, ist auf den 11. März 850, die späteste auf den 19. April 1580 datiert. Die frühesten Inschriften sind durchgehend in kufischem Duktus geschrieben, der allmählich von der dekorativen Naschī-Schrift verdrängt wurde. Der etwas modifizierte Kufi-Duktus ist aber noch gegen Ende des 14. Jahrhunderts auf Grabsteinen dokumentiert.
Der inhaltliche Aufbau der Inschriften variiert nur geringfügig; zur Gestaltung ihrer Inhalte gehören folgende Elemente:
- Sure al-Ichlās
- das ist das Grab von...(Name), sehr oft mit Angabe des Berufes, oder der Zugehörigkeit zu einer Zunft in der Stadt
- Das Glaubensbekenntnis in seiner abgewandelten Form: „er bezeugt, dass es keinen Gott außer Gott, der keinen Teilhaber (an der Macht hat – siehe z. B. Sure 6, Vers 163), gibt und dass Mohammed sein Diener und sein Gesandter ist“
- er bezeugt, dass das Paradies, die Hölle (an-nār) und der Tag der Auferstehung Wirklichkeit sind...
- Segenswünsche für diejenigen, die für den Toten eine Fürbitte einlegen
- Todesdatum

Der Inhalt der Grabinschriften lässt sowohl auf die soziale Struktur der Stadtbewohner, auf ihre Stammeszugehörigkeit, auf ihre in der Stadt ausgeübten Berufe als auch auf politische und religiöse Positionen der Verstorbenen schließen. Auf dem Epitaph des Kairouaner Richters Abū ʾl-ʿAbbās Ibn ʿAbdūn, der am 20. Februar 910 starb, ist in dem üblichen Glaubensbekenntnis auch seine theologische Position dokumentiert; in der Aufzählung einiger Attribute Gottes steht auch: „Es gibt nichts, was ihm gleichkommen würde. Er ist der, der (alles) hört und sieht (Sure 42, Vers 11), die Blicke (der Menschen) erreichen ihn nicht, werden aber von ihm erreicht (Sure 6, Vers 103)...“ Als Hanafit stand Ibn ʿAbdūn der Lehre der Muʿtazila nahe, was hier durch die Leugnung der Gottesschau (nafy ar-ruʾya) durch das Heranziehen des letzteren Koranverses in seinem Epitaph dokumentiert wird.
Die anti-mu'tazilitische Position des Verstorbenen ist auf einer Stele vom 27. Dezember 899 festgehalten: als letzter Satz steht dort: „der Koran ist das Wort Gottes und ist nicht erschaffen“ (laisa bi-machlūq). Dies ist der erste schriftlich dokumentierte Ausdruck der Opposition gegenüber der Lehre der Mu'tazila in Qairawān. Auf einer weiteren Grabinschrift aus Januar 905 mit identischem Inhalt
folgt auf das Glaubensbekenntnis die Formel über die Unerschaffenheit des Korans mit dem Zusatz: „mit diesem Bekenntnis lebte und starb er.“
Inhaltlich vergleichbar ist die Grabinschrift vom 13. Juli 1002: „...der Koran ist das Wort Gottes und ist nicht erschaffen. Gott wird am Tage der Auferstehung zu erblicken sein...“ Auf einem Grabstein vom 3. August 1043, der in der Nähe vom Bāb Tunis, hinter der Nordmauer der Stadt aufgefunden wurde, wird neben dem Glauben an die Gottesschau am Tage der Auferstehung auch die politische Position des Verstorbenen demonstriert: „er war von Zorn erfüllt gegen die Banū ʿUbaid, die Feinde Gottes und hielt an ihrer Verdammung fest solange er lebte, nach seinem Tode und, wenn Gott es will, (wenn er) vom Tode erweckt wird.“
Die französischen Orientalisten Bernard Roy und Paule Poinssot haben in ihren Publikationen (siehe: Literatur) zwischen 1950 und 1983 insgesamt 559 Grabsteine auf Kairouaner Friedhöfen erfasst, beschrieben und ihre Inschriften dokumentiert. Einige Exemplare sind im Museum des Instituts Centre d’Études de la Civilisation et des Arts Islamiques in Raqqāda bei Kairouan ausgestellt; die anderen Grabsteine sind dort eingelagert.

### Friedhof der Awlād Farḥān

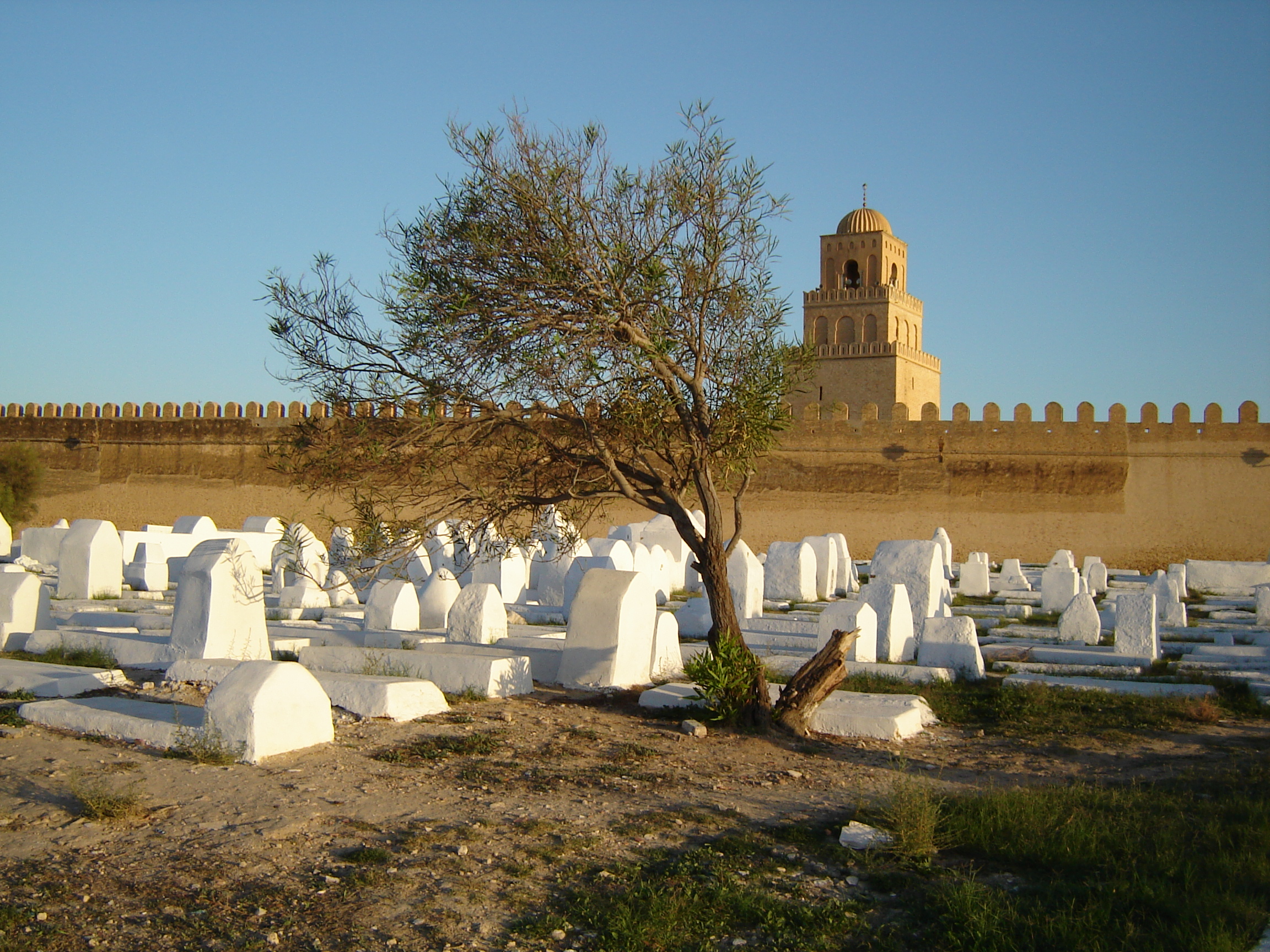
Der Friedhof der Awlād Farḥān. Im Hintergrund:die Hauptmoschee

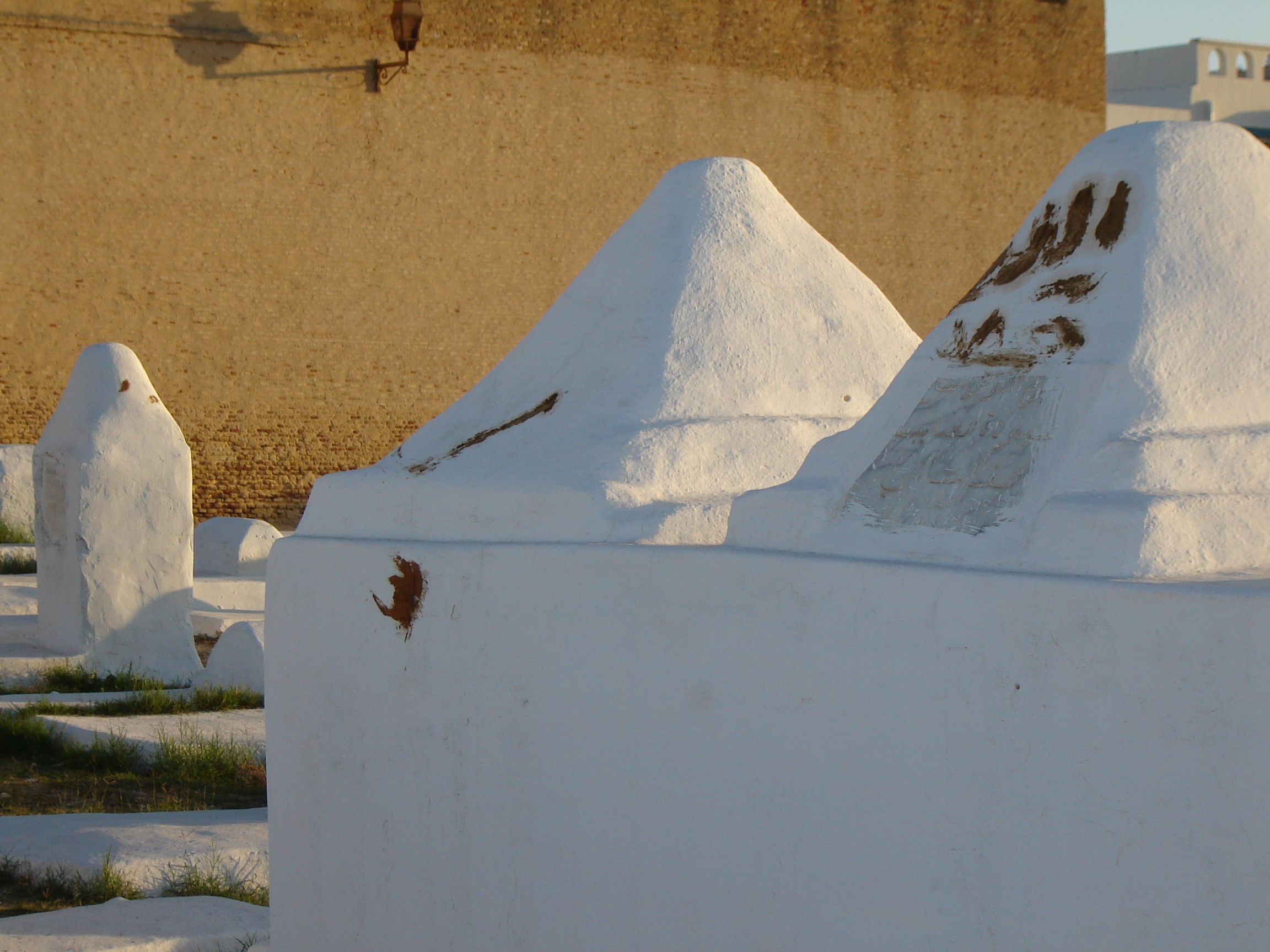
Das Grab eines Schutzpatrons der Awlād Farḥān

An der nordwestlichen Stadtmauer, hinter dem Minarett der Hauptmoschee, befindet sich der Friedhof der nur wenig bekannten tunesischen Sippe der Awlād Farḥān مقبرة أولاد فرحان / maqbarat Awlād Farḥān, der Nachkommen von Farḥān, mit zum Teil bizarren, für islamische Friedhöfe ungewöhnlichen Grabanlagen. Einige von ihnen sind als Doppelgräber mit einer niedrigen Mauer umrandet und sind die Ruhestätten von Schutzpatronen der Sippe. An der Grabsteinspitze ist „Allah“ aus Lehm aufgetragen.
Viele Sippenmitglieder leben heute in Sīdī Bū Zīd und in anderen Regionen Tunesiens, bestatten aber ihre Verstorbenen auf diesem Friedhof an der Stadtmauer. Am Todestag von Angehörigen und an bestimmten Feiertagen werden in den kleinen, in die Grabsteine eingelassenen Nischen, Kerzen angezündet.

## Kairouan in der europäischen Literatur
Der französische Schriftsteller Guy de Maupassant beschrieb die Hauptmoschee mit folgenden Worten:

„Ich kenne auf der ganzen Welt nur drei religiöse Gebäude, die mir einen so überraschenden und überwältigenden Eindruck gemacht haben wie dieses barbarische, verblüffende Bauwerk: der Mont-Saint-Michel, San Marco in Venedig und die Palatinische Kapelle in Palermo. (…) Hier ist es ganz anders. Ein umherirrendes Volk von Fanatikern, das kaum fähig ist, Mauern zu bauen, das in ein mit Ruinen der Vorgänger bedecktes Land gekommen ist, hat hier alles zusammengeschleppt, was ihm am schönsten erschien und – von einer sublimen Eingebung getrieben – nun seinerseits aus diesen Trümmern in gleichem Stil und gleicher Anordnung eine Wohnung für seinen Gott errichtet, eine Behausung aus Stücken zusammengebaut, die einstürzenden Städten entrissen wurden, aber genauso vollkommen und prächtig wie die reinsten Entwürfe der größten Steinmetze.“

„Vor uns ragt ein Tempel von riesenhaften Ausmaßen wie ein heiliger Wald, denn hundertachtzig Säulen aus Onyx, Porphyr und Marmor tragen die Gewölbe von siebzehn Schiffen, die zu den siebzehn Toren gehören.“

Am 21. Dezember 1910 schrieb Rainer Maria Rilke folgende Zeilen aus Qairawān an seine Frau Clara:

„Ich bin für einen Tag herübergefahren in die ‚heilige Stadt‘ Kairouan, nächst Mekka der große Pilgerort des Islam, den Sidi Okba, ein Gefährte des Propheten, aufgerichtet hat in den großen Ebenen und der sich aus seinen Zerstörungen immer wieder erhoben hat um die ungeheuere Moschee herum, in der Hunderte von Säulen aus Karthago und allen römischen Küstenkolonien zusammengekommen sind, um die dunklen zedernen Decken zu tragen und die weißen Kuppeln zu unterstützen, die heute so blendend vor den grauen, nur da und dort aufreißenden Himmeln stehn, aus denen der Regen fällt, nach dem man seit drei Tagen geschrieen hat. Wie eine Vision liegt die flache weiße Stadt da in ihren rundzinnigen Wällen, mit nichts als Ebene und Gräbern um sich, wie belagert von ihren Toten, die überall vor den Mauern liegen und sich nicht rühren und immer mehr werden.Wunderbar empfindet man hier die Einfachheit und Lebendigkeit dieser Religion, der Prophet ist wie gestern, und die Stadt ist sein wie ein Reich … “

## Partnerstädte
- Fès,  Marokko, seit 22. Oktober 1965
- Tlemcen,  Algerien, seit 28. Mai 1969
- Córdoba,  Spanien, seit 10. Juni 1969
- Kairo,  Ägypten, seit 14. März 1976
- Samarkand,  Usbekistan, seit 5. Oktober 1977
- Timbuktu,  Mali, seit 2. Juni 1986
- Bursa,  Türkei, seit 26. Dezember 1987
- Nishapur,  Iran, seit 26. Dezember 1987

## Söhne und Töchter der Stadt
- Sahnūn ibn Saʿīd (776–854), islamischer Rechtsgelehrter
- Marcel Cravenne (1908–2002), französischer Filmregisseur
- Georges Cravenne (1914–2009), französischer Journalist und Filmschaffender
- Habib Galhia (1941–2011), Boxer
- Najla Bouden Romdhan (* 1951), Geologin und Premierministerin
- Habiba Ghribi (* 1984), Leichtathletin
- Mohamed Amin Jhinaoui (* 1997), Hindernisläufer

## Bildergalerie

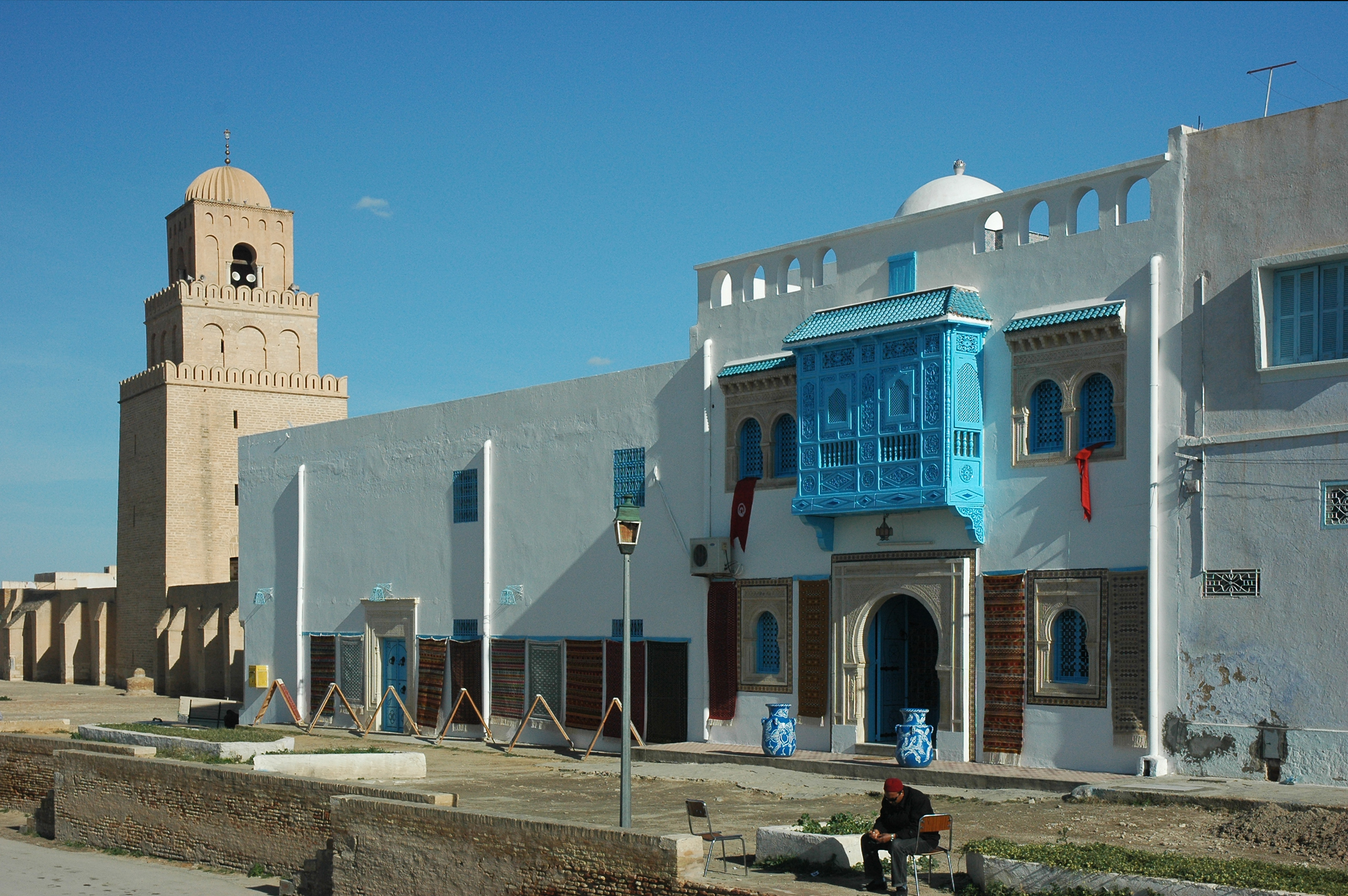
Hauptmoschee von Nordwest mit modernem Geschäftsviertel
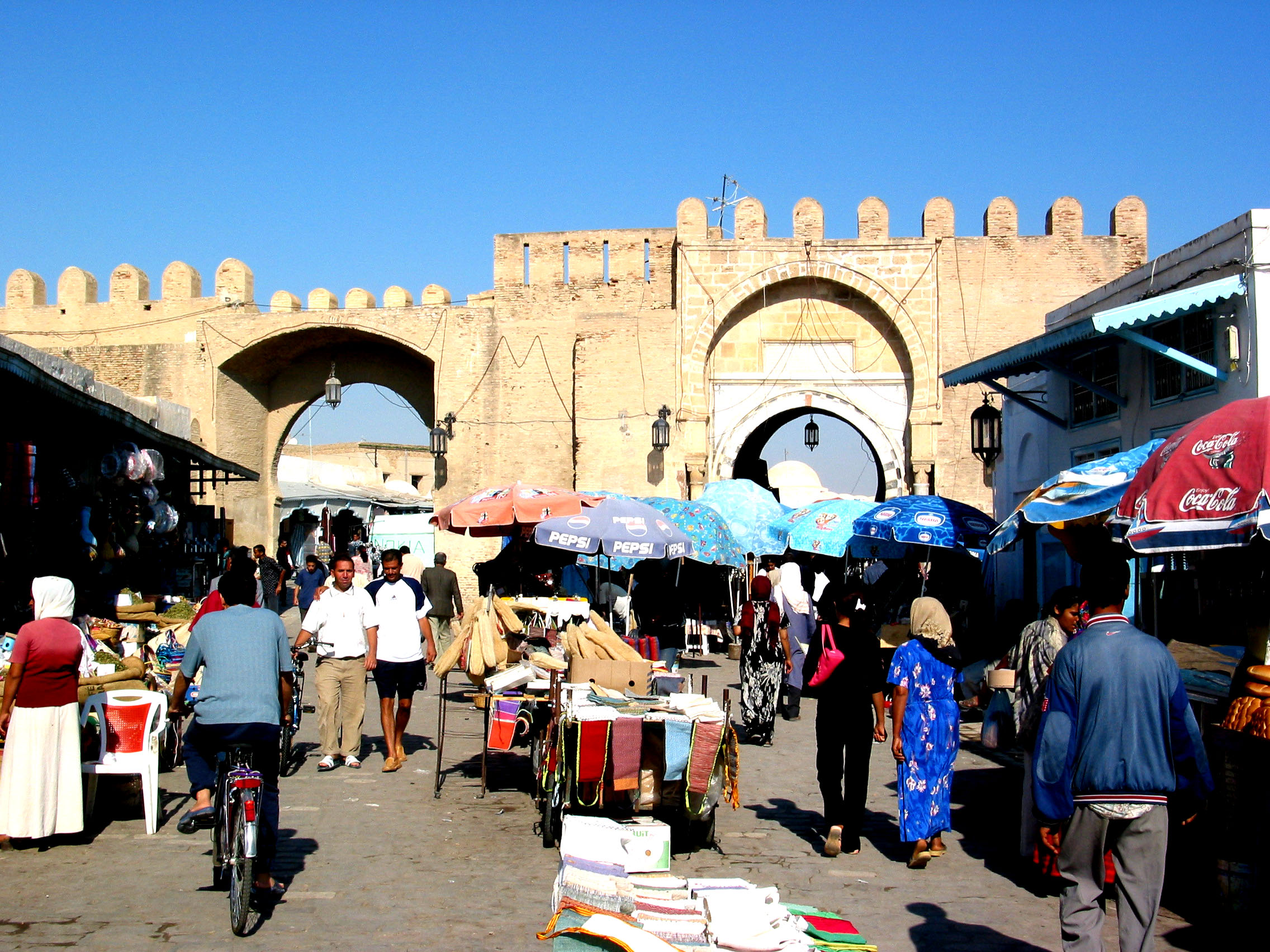
Bab Tunis; Stadttor Richtung Nord
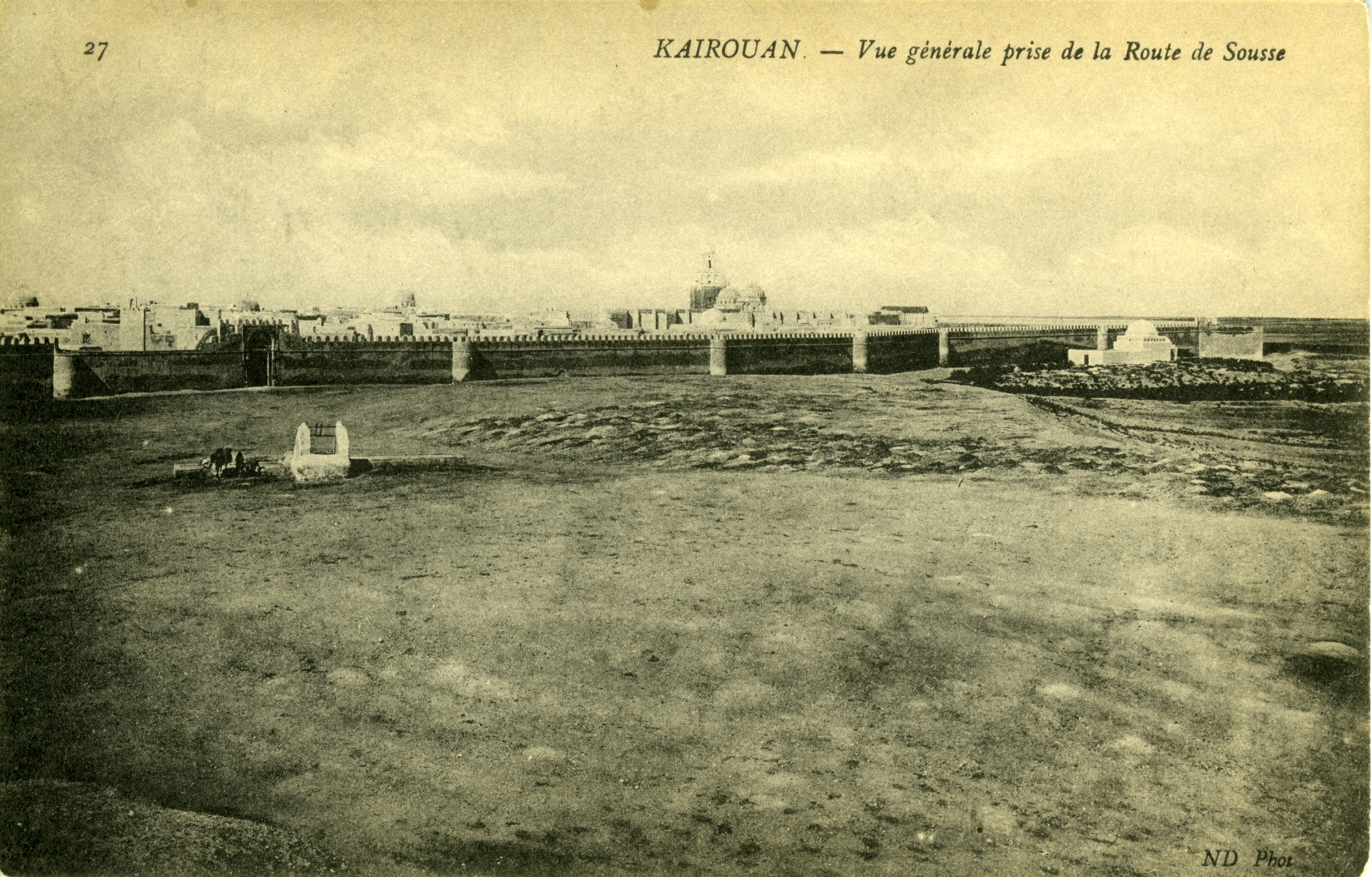
Kairouan vom Weg nach Sousse; rechts: das Grab des Gelehrten as-Suyyuri.
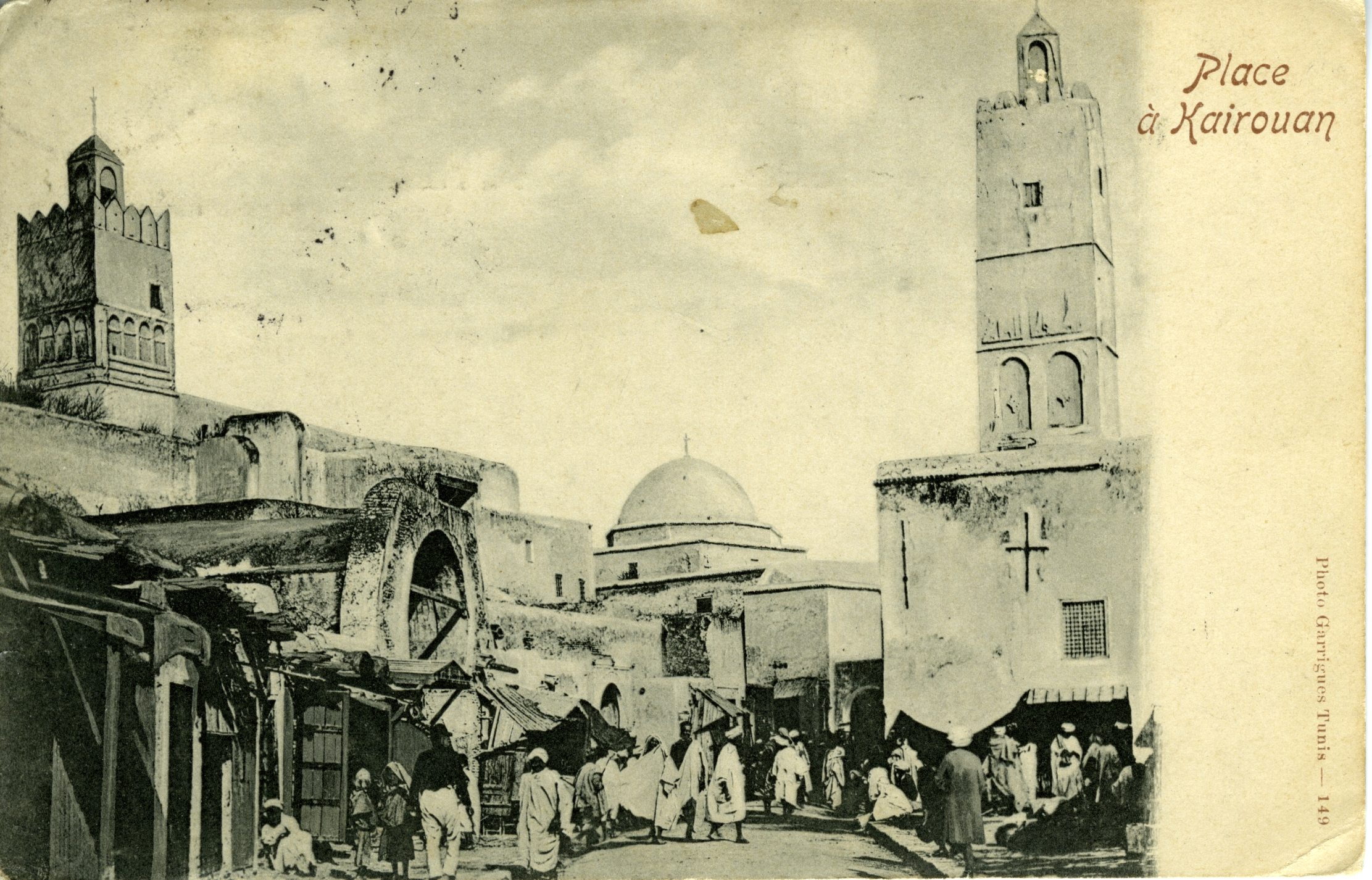
(18) Markttreiben in der Altstadt